# Конотопський трамвай
Коното́пський трамва́й (МФА: [kon̪oˈt̪ɔpsʲkɪi̯ t̪rɐmˈʋɑi̯] ( прослухати)) — система електричного трамвая у місті Конотопі, що діє з 25 грудня 1949 року.
Трамвайна система складається з трьох ліній завдовжки 28,7 км. Мережа є найпівнічнішою й однією з найменших в Україні.
Більша частина мережі одноколійна. Частина вулиць, якими проходить трамвай, не має твердого покриття. Лінії обслуговуються трамваями типу КТМ-5 (випусків 1975—1989 років), Tatra T3A та одним К-1.
Режим роботи трамваїв на маршрутах — з 05:00 до 20:00. З 16 лютого по 31 грудня 2023 року проїзд конотопськими трамваями був безкоштовний, але вже з 1 січня 2024 року оплату за проїзд повернули. Нині вартість квитка становить 10 ₴.

## Історія
Хоча трамвайний рух на вулицях Конотопа відкритий 25 грудня 1949 року, ідеї щодо його створення перевищують столітній рубіж. Ще у 1913 році тодішній міський голова Григорій Демченко лобіював сполучення залізничного вокзалу та центру міста трамвайними коліями.

Картина Миколи Дешка «В перший рейс» (1970, полотно, олія) у краєзнавчому музеї Конотопа

Конотоп став одним з останніх українських міст, де було введено в експлуатацію трамвайну систему, і якби не ініціативність місцевого населення, нині місто могло би й не мати трамвая, адже не чекаючи на затвердження проєктної документації, практично за один сезон у місті методом народного будівництва проклали колію від залізничного вокзалу до заводу «Червоний металіст» (завдовжки 3,5 км).
24 квітня 1949 року близько 3 тисяч осіб вийшло на перші роботи, а вже 21 грудня (на день народження Йосипа Сталіна, який 15 серпня підписав розпорядження на дозвіл московському міськвиконкому передати Раді Міністрів Української РСР для міста Конотопа два моторні пасажирські трамвайні вагони серії «Ф»). О 05:00 рух трамваїв у Конотопі відкрили два вагони серії «Ф», а з 25 грудня 1949 року розпочався регулярний трамвайний рух в місті.
Для будівництва роз'їзду із Дніпродзержинська було отримано два стрілочні переводи. Крім трамвайних вагонів, для обладнання тягової підстанції з Москви так само був виділений мотор-генератор потужністю 185 кВт. Місцеве паровозне депо позичило трансформатор на 320 кВт. Але передусім такий швидкий запуск конотопського трамвая пояснюється тим, що в місті традиційно проживало й працювало чимало фахівців-колійників.
Однак незабаром Міністерство комунального господарства констатувало:
|  | «...в результаті безпроєктного будівництва, дозволеного виконкомом міської ради, побудовані методом народного будівництва трамвайні колії у Конотопі мають суттєві відхилення від «Правил технічної експлуатації трамвая» та не пов'язані з генеральною схемою планування Конотопа, розробленою Діпроградом, шпали укладені не просоченими і навіть неокоріненими; у коліях укладені рейки-коротиші різних типів без перехідних накладок, колії забаластовані котельним шлаком; відсутні елементарні умови огляду та ремонту вагонів. Складання проєктно-кошторисної документації по Конотопському трамваю неприпустимо затягнулось і не було завершено у терміни, встановлені постановою». |

Попри це, надалі відбувався розвиток конотопської трамвайної мережі, причому лінії будувалися одноколійними з роз'їздами, окрім лінії до заводу «Мотордеталь» (двоколійна відпочатку).

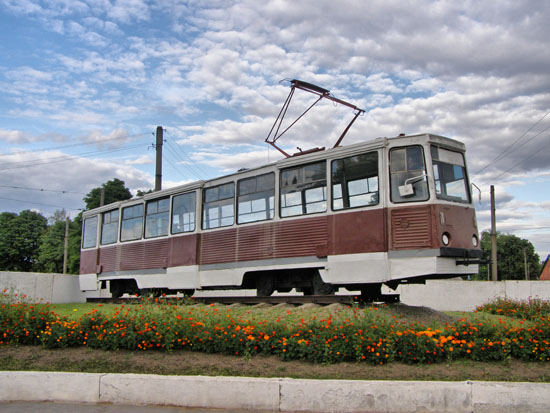
Пам'ятник конотопському трамваю (2004)

Вагон № 3 був відновлений колективом заводу КПВРЗ зі зруйнованого під час німецько-радянської війни вагона. Вагони № 4 і № 5 були отримані з Києва. Щороку трамвайне управління поповнювалося — рухомий склад надходив із різних міст: у 1957 році отримано чотиривісні вагони (№ 11, 12, 13, 14, 15), у 1959 році — вагон № 16 з керованими дверима типу «Пульман». До 1967 року всі чотиривісні вагони були реконструйовані на однокабінні з керованими дверима.
7 листопада 1967 року був відкритий маршрут № 3 «Колієпровід — селище КПВРЗ», на якому використовувалися двокабінні вагони типу КТВ-57, які були передані з Києва.
У 1969 році введено в експлуатацію нове трамвайне депо. У 1972 році введена в експлуатацію підстанція № 2 й отримано 5 нових трамвайних вагонів типу КТМ-5М3 (71-605). З 1973 року почали масово надходити саме цієї моделі трамваї, якими було замінено старий рухомий склад.
У грудні 1974 року відкрито трамвайний маршрут № 4 «Вулиця Конотопських дивізій — Завод Поршнів».
У 1980-х роках побудована друга колія по проспекту Миру, а останньою стала ділянка маршруту № 2 по вулицях Дружби, Піонерській та Сарнавській.
Наприкінці 1980-х років загальна протяжність трамвайних колій перевищила 27 км. Ними курсували сучасні (для того часу) вагони КТМ-5. З майже чотирьох десятків вагонів цього типу частина залишилася й понині.
Починаючи з 1986 року експлуатацію вагонів типу КТВ-57 було припинено, внаслідок чого маршрут № 3 було подовжено до кільця на Деповській вулиці.
4 квітня 1997 року на території Конотопського трамвайного управління відкрито меморіальну дошку на честь ініціатора будівництва трамвайного руху в Конотопі Івана Антоновича Хижняка, ім'я якого нині носить трамвайне депо.
У 1997 році було придбано три вагони типу 71-605 після капітального ремонту в Дніпропетровську.
У 1988—1999 роках на маршруті № 2 експлуатувалися 6 трамваїв КТМ-5М3 (71-605) за системою багатьох одиниць.
1 червня 2004 року в Конотопі урочисто встановлено пам'ятник першому трамваю на розі вулиць Клубної та Успенсько-Троїцької, поруч із трамвайним управлінням.
Починаючи з 2000-х років загострилося питання ремонту трамвайних ліній, контактної мережі та оновлення рухомого складу. Оскільки закуповувати нові машини занадто дорого для районного центру, Конотопське трамвайне управління розраховує на вживані вагони з інших міст.
7 червня 2018 року КТУ переведено в режим простою. Ранок 27 червня 2018 року в Конотопі розпочався з «боїв» за трамвай. На території «Конотопського трамвайного управління» зібралися депутати міської ради, працівники КТУ, мешканці міста. Присутні розділися на два табори: одні закликали до блокування трамваїв, інші ж вимагали, аби трамваї вийшли на лінії. Врешті-решт на маршрути вийшли чотири трамваї.
25 грудня 2019 року виповнилося 70 років від початку трамвайного руху в Конотопі.
У листопаді 2022 року, на фоні відключень електроенергії внаслідок масованих російських ракетних атак по об'єктам критичної інфраструктури, що унеможливили експлуатацію міського трамвая, влада чеської Острави передала Конотопу чотири автобуси Solaris Urbino 10 і три автобуси Solaris Urbino 12 із міського автопарку. У грудні 2022 року до Конотопу також надійшли два автобуси Solaris Urbino 18 з Варшави. 26 грудня 2022 року на знак подяки Конотопська міська рада перейменувала вулицю Красногірську на Варшавську, а міський голова Артем Семеніхін повідомив про подальшу допомогу від Варшави в оновленні траснпортного парку міста.
8 лютого 2023 року, у рамках гуманітарної допомоги Семеніхін звернувся до польської компанії «Tramwaje Warszawskie» про передачу з Варшави до Конотопу трамваїв Konstal 105Na, які зняті з експлуатації через заміну на нові трамваї «Hyundai». Загалом для поставки було відібрано 23 вагони, які без звернення влади Конотопу були б здані на металобрухт. 24 лютого 2023 року до Конотопу надійшли перші три вживані вагони Konstal 105Na, які вперше будуть експлуатуватися за межами Польщі. Всі трамваї будуть адаптовані до колії 1520 мм безпосередньо в Конотопі, із заміною осі візків.
2 березня 2023 року, під час розвантаження був пошкоджений один із трамвайних вагонів Konstal 105Na, які надійшли до Конотопу з Варшави (на вагон впала стрілка крана, який вивантажував трамвай на колію). У ході інциденту ніхто не постраждав, проте у вагоні було пошкоджено два скла.
21 грудня 2023 року Конотопський трамвай відзначив свою 74 річницю з дня заснування. У цей день символічно до міста прибула перша партія чеських трамваїв (з 6 вагонів) з чеського міста Острава. Повна партія складається з 25 трамваїв, які передбачено отримати до кінця січня 2024 року.

## Маршрути
|  |

|  |

|  |

|  |

|  |  |  |

|  |

|  |  |  |

|  |

|  |  |  |

|  |

|  |

|  |

|  |

|  |

|  |  |  |

|  |  |  |

|  |  |  |

|  |

|  |

|  |  |  |

|  |  |  |

|  |

|  |

|  |

|  |

|  |

|  |

|  |

|  |  |  |

|  |

|  |  |  |

|  |

|  |  |  |

|  |

|  |

|  |

|  |

|  |

|  |  |  |

|  |  |  |

|  |  |  |

|  |

|  |

|  |  |  |

|  |  |  |

|  |

|  |

|  |

|  |

|  |

|  |

|  |

|  |  |  |

|  |

|  |  |  |

|  |

|  |  |  |

|  |

|  |

|  |

|  |

|  |

|  |  |  |

|  |  |  |

|  |  |  |

|  |

|  |

|  |  |  |

|  |  |  |

|  |

|  |

|  |

|  |

|  |

|  |

|  |

|  |  |  |

|  |

|  |  |  |

|  |

|  |  |  |

|  |

|  |

|  |

|  |

|  |

|  |  |  |

|  |  |  |

|  |  |  |

|  |

|  |

|  |  |  |

|  |  |  |

|  |

|  |

|  |

|  |  |  |  |  |

|  |  |  |  |  |

|  |  |  |  |  |

|  |  |  |  |  |

|  |  |  |  |  |

|  |  |  |  |  |

|  |  |  |  |  |

|  |  |  |  |  |

|  |  |  |  |  |

|  |  |  |  |  |

|  |

|  |

|  |

|  |

|  |

|  |  |  |

|  |  |  |

|  |  |  |

|  |

|  |

|  |  |  |

|  |  |  |

|  |

|  |

|  |

|  |

|  |

|  |  |  |

|  |

|  |

|  |  |  |  |  |

|  |  |  |  |  |

|  |  |  |  |  |

|  |  |  |  |  |

|  |  |  |  |  |

|  |  |  |  |  |

|  |  |  |  |  |

|  |  |  |  |  |

|  |  |  |  |  |

|  |  |  |  |  |

|  |

|  |

|  |

|  |

|  |

|  |  |  |

|  |  |  |

|  |  |  |

|  |

|  |

|  |  |  |

|  |  |  |

|  |

|  |

|  |

|  |

|  |

|  |  |  |

|  |

|  |

|  |  |  |  |  |

|  |  |  |  |  |

|  |  |  |  |  |

|  |  |  |  |  |

|  |  |  |  |  |

|  |  |  |  |  |

|  |  |  |  |  |

|  |  |  |  |  |

|  |  |  |  |  |

|  |  |  |  |  |

|  |

|  |

|  |

|  |

|  |

|  |  |  |

|  |  |  |

|  |  |  |

|  |

|  |

|  |  |  |

|  |  |  |

|  |

|  |

|  |

|  |

|  |

|  |  |  |

|  |

|  |

|  |  |  |  |  |

|  |  |  |  |  |

|  |  |  |  |  |

|  |  |  |  |  |

|  |  |  |  |  |

|  |  |  |  |  |

|  |  |  |  |  |

|  |  |  |  |  |

|  |  |  |  |  |

|  |  |  |  |  |

|  |

|  |

|  |

|  |

|  |

|  |  |  |

|  |  |  |

|  |  |  |

|  |

|  |

|  |  |  |

|  |  |  |

|  |

|  |

|  |

|  |

|  |

|  |  |  |

|  |

|  |

|  |

|  |

|  |

|  |

|  |

|  |

|  |

|  |

|  |

|  |

|  |  |  |

|  |

|  |  |  |

|  |  |  |

|  |

|  |

|  |

|  |

|  |

|  |

|  |

|  |

|  |

|  |

|  |

|  |

|  |

|  |  |  |

|  |

|  |  |  |

|  |  |  |

|  |

|  |

|  |

|  |

|  |

|  |

|  |

|  |

|  |

|  |

|  |

|  |

|  |

|  |  |  |

|  |

|  |  |  |

|  |  |  |

|  |

|  |

|  |

|  |

|  |

|  |

|  |

|  |

|  |

|  |

|  |

|  |

|  |

|  |  |  |

|  |

|  |  |  |

|  |  |  |

|  |

|  |

|  |

У Конотопі, як і в Києві, тривалий час експлуатувалися двоконтролерні вагони (переважно вживані київські — спочатку двовісні, а згодом КТВ-57). Лише на маршруті № 3 (Центр — селище ВРЗ) технічно було неможливо побудувати петлю в районі кінцевої зупинки в центрі (Колієпровід — саме так називають залізничний віадук у Конотопі), тому з 1986 року цей маршрут подовжили до Деповської вулиці (тупик був розібраний орієнтовно у 2004 році). Через це в місті є одноколійна ділянка, де сходяться всі три маршрути (ширина дороги не дозволяє збудувати там другу колію), а відтак єдину зупинку від колієпроводу до вокзалу буває швидше пройти пішки, ніж чекати зустрічного трамвая на роз'їзді.
Окрім проспекту Миру, конотопський трамвай не курсує головними вулицями міста, внаслідок чого конкуренція з приватними автобусами не така болюча, як у багатьох інших містах. Цікавою є ділянка по Успенсько-Троїцькій вулиці — трамваї маршруту № 2 прямують нею двічі (на початковій та кінцевій частині вулиці). Лише маршрут № 1 проходить чітко із заходу на північний схід, а маршрут № 3 взагалі має форму літери «U».
З травня 2016 року за рухом конотопського трамвая можна стежити в режимі реального часу завдяки проєкту «EasyWay».

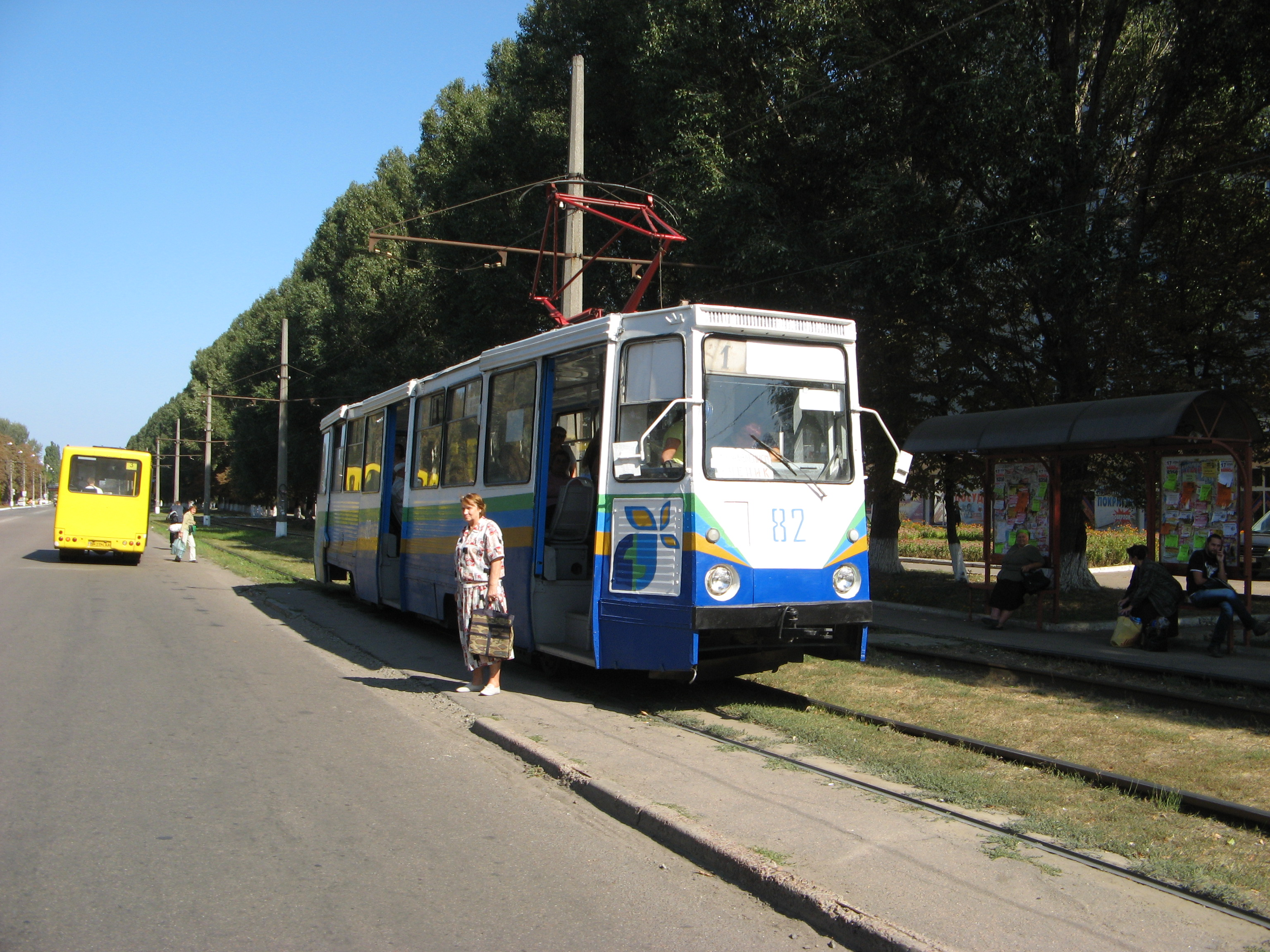
Трамвай № 1
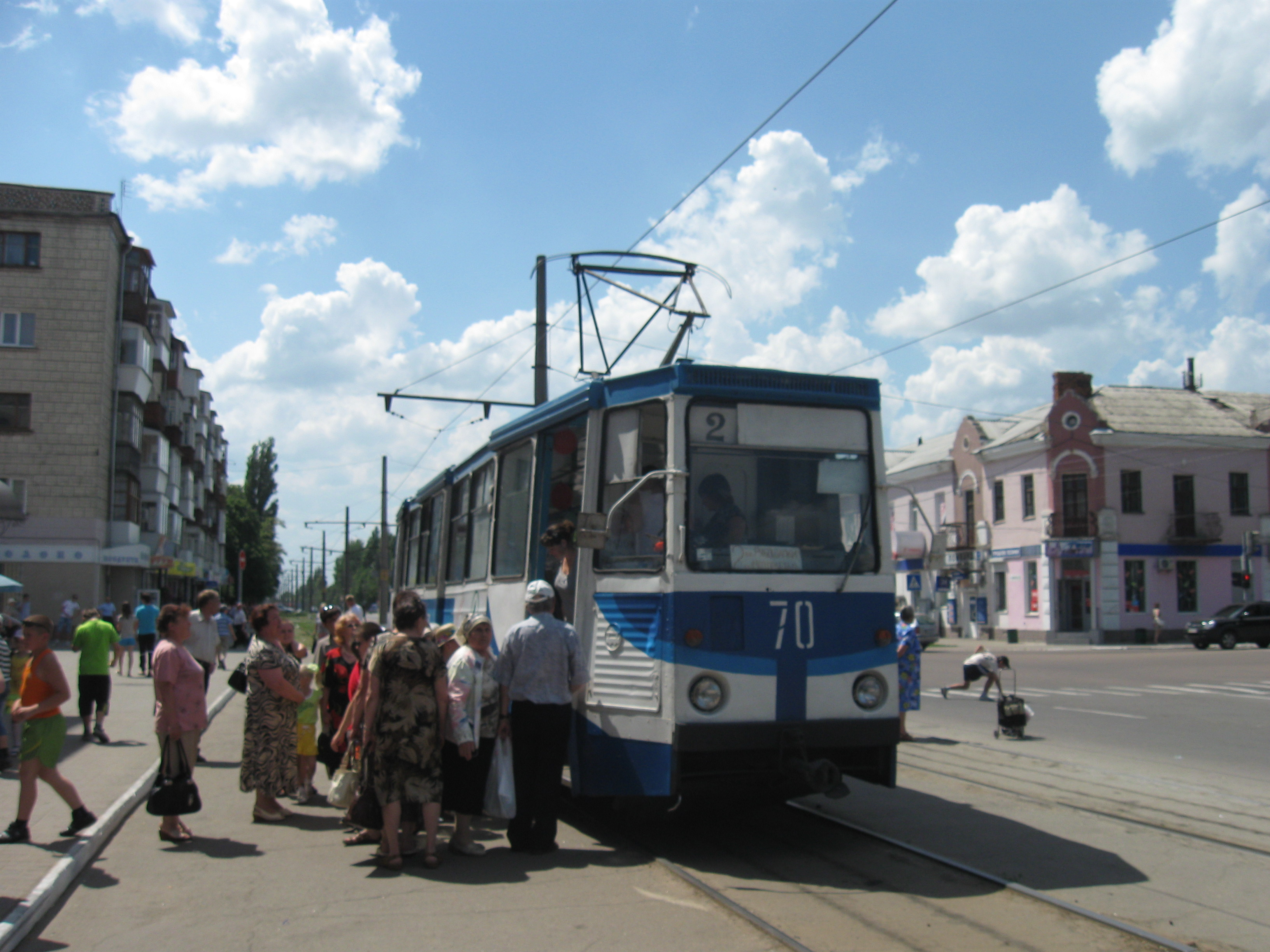
Трамвай № 2 на площі Миру
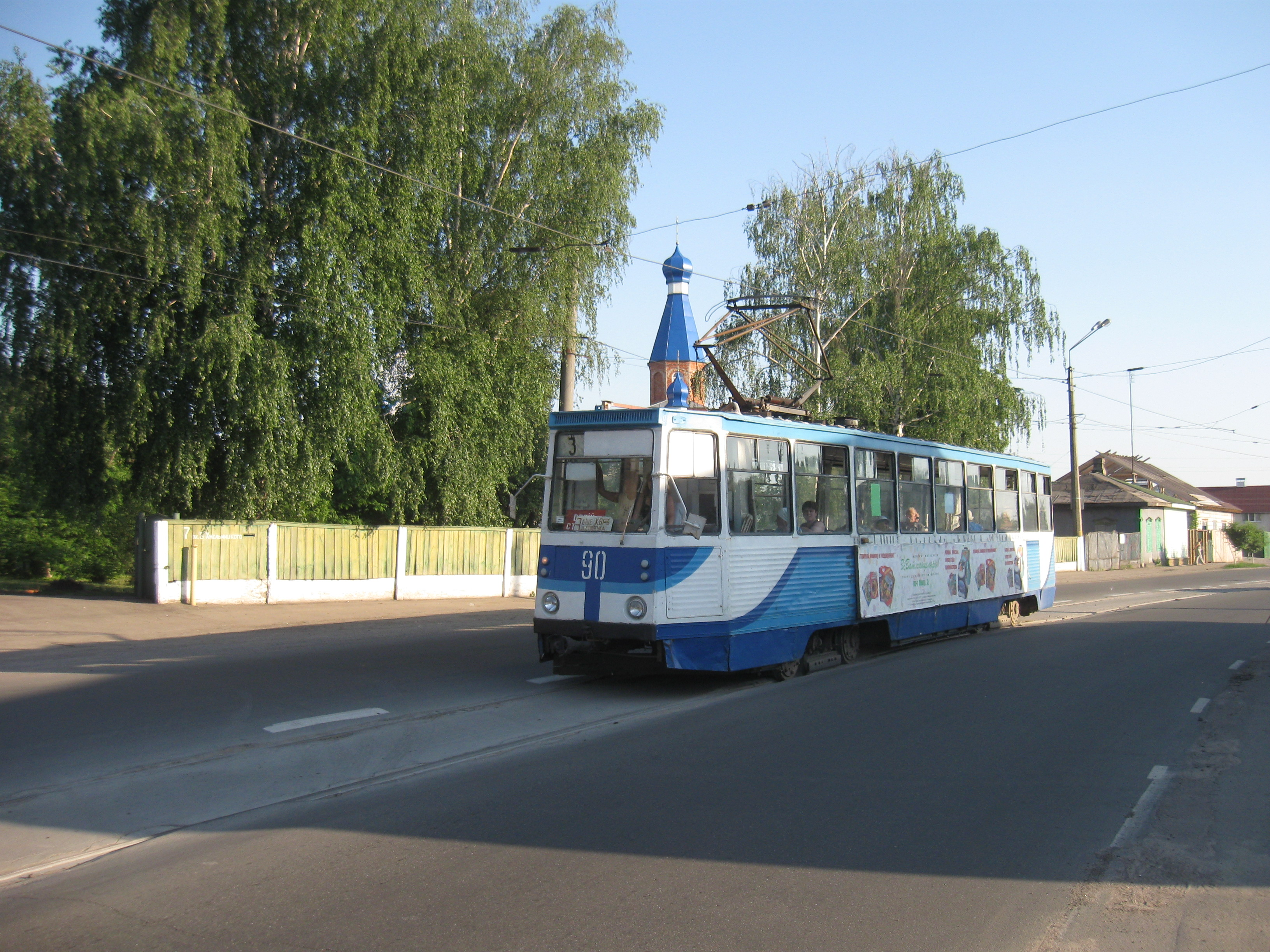
Трамвай № 3 на вулиці Богдана Хмельницького

## Оплата проїзду
| Динаміка зміни вартості проїзду | Динаміка зміни вартості проїзду | Динаміка зміни вартості проїзду |
| Дата встановлення тарифу        | Вартість проїзду, ₴             | Примітка                        |
| ------------------------------- | ------------------------------- | ------------------------------- |
| листопад 2017                   | 2,00                            |                                 |
| 1 червня 2019                   | 3,00                            | [ 20 ]                          |
| 18 вересня 2021                 | 5,00                            | [ 21 ]                          |
| 16 лютого 2023                  | безкоштовно                     | [ 5 ]                           |
| 1 січня 2024                    | 10,00                           | [ 6 ]                           |

Попри свою збитковість, трамвай залишається найпопулярнішим видом громадського транспорту. 16 лютого 2023 року плату за проїзд міським трамваєм було скасовано, при цьому міський голова Артем Семеніхін аргументував це рішення додатковою економією для комунального підриємства «Конотопське трамвайне управління».
Донедавна єдиним конкурентом трамвая були приватні маршрутки, вартість проїзду якими завжди була вищою — станом на грудень 2022 року вона становила 15 ₴. Однак наприкінці 2022 року, у рамках гуманітарної допомоги від чеської Острави та польської Варшави місто отримало 9 вживаних автобусів для часткової заміни трамвайного руху в умовах частих відключень електроенергії. Унаслідок запровадження безкоштовного проїзду трамваєм контролери були переведені на нові автобусні маршрути, вартість проїзду на яких була встановлена нижчою за маршрутки — 8 ₴. Усі досягнення 2023 року із надходженням трамваїв та автобусів з Європи можуть зруйнуватись, бо користуватися проїздом на оновлених трамваях буде нікому, окрім пільговиків, і таким чином транспортне підприємство може себе затягти у борги[ненейтрально].
З 1 січня 2024 року у міському трамваї відновлена оплата за проїзд у міських трамваях. Через перенаправлення бюджетних коштів військових ПДФО з місцевих бюджетів до державного місто Конотоп позбавляється надходженнь та увійшов у 2024 рік з великим дефіцитом. Окрім скорочень у штаті комунальників та закупівель, зміни торкнулись і оплати за проїзд. Так, з 1 січня 2024 року вартість проїзду у трамваях — 10 грн, а в міських автобусах — 15 грн. З 1 березня 2024 року відбудеться коригування вартості проїзду у трамваї — 15 грн, в автобусі — 20 грн. Для дітей проїзд в усіх видах транспорту — 5 грн. Фактично, станом на січень 2024 року, вартість проїзду стала однією із найдорожчих в Україні, нарівні із львівським, проте у останньому купівельна спроможність населення набагато вища за Конотоп. Це може стати критичним питанням у користуванні громадським транспортом.

## Рухомий склад

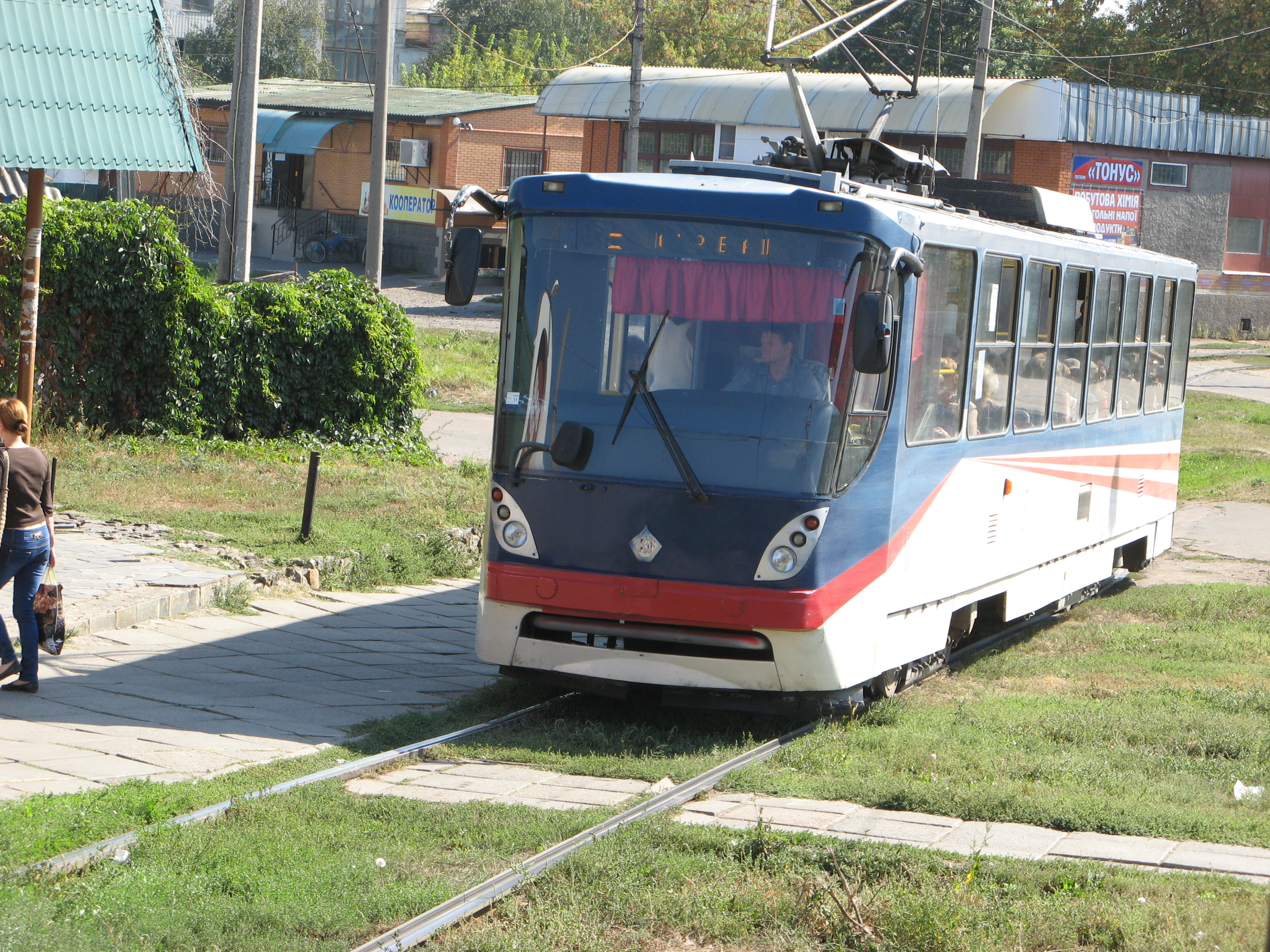
К-1 (№ 102)

У часи найбільшого розвитку трамвайної системи на маршруті № 2 конотопського трамвая працювали двовагонні поїзди КТМ-5, а загальний випуск на всі маршрути мережі становив близько 40 одиниць. З 2000-х років випуск трамваїв на лінії залишається стабільним — 10 одиниць, щоправда, ще у 2003 році на маршруті № 3 вдень працювали дві одиниці.
У 2007 році конотопська влада придбала вагон типу К-1, який отримав № 102, побудований на українсько-чеському підприємстві «Татра-Юг».
Станом на 1 січня 2010 року на балансі експлуатуючого підприємства мережі конотопського трамвая перебувало 16 пасажирських та 2 службові вагони.
Станом на 1 листопада 2018 року на балансі експлуатуючого підприємства перебувало 14 пасажирських вагонів, з них 8 в робочому стані та 2 службові вагони.
10 липня 2019 року до Конотопа надійшов перший з шести модернізованих трамваїв Tatra T3А (№ 103), який раніше експлуатувався у Ризі. Загальна вартість цього придбання становила 14 220 000 грн. Кошти на рейковий транспорт були виділені із державного бюджету. 17 липня 2019 року надійшов другий модернізований трамвай Tatra T3А (№ 104). 17 липня та 20 липня 2019 року відповідно розпочали роботу на маршрутах міста.
Станом на 19 лютого 2023 року на балансі трамвайного управління перебуває 18 пасажирських та 2 службові вагони.
У лютому 2023 року міська влада Варшави оголосила про передачу Конотопу 23 трамваїв моделі Konstal 105Na. Ці трамваї мали здати на брухт, але Конотоп звернувся до міської влади Варшави з проханням по допомогу. Перша партія вже готова до транспортування, тож до кінця лютого до Конотопа мають надійти перші 13 вагонів, де їх мають переобладнати для руху на українських коліях (1520 мм). Міська влада Конотопа розраховує на те, що ці трамваї зможуть замінити увесь рухомий склад.. Зараз у місті перебувають 6 трамвайних вагонів, який одни з них проходить обкатку.
27 червня 2023 року міська рада Острави ухвалила рішення про передачу містові трамвайних вагонів марки ČKD Tatra різних моделей, а також ще трьох автобусів Solaris Urbino 10.
| Пасажирський                            |         |                                                                 |                   |
| Модель                                  | Фото    | Кількість всього/в робочому стані станом на 19 лютого 2023 року | Роки експлуатації |
| КТМ-5М3                                 |         | 11/7                                                            | 1972 — понині     |
| Tatra T3А                               |         | 6/5                                                             | 2019 — понині     |
| К-1                                     |         | 1/0                                                             | 2007 — понині     |
| Konstal 105Na                           |         | 6/1 (планується 23)                                             | 2023 — понині     |
|                                         | Всього: | 24/13                                                           |                   |
| Службовий                               |         |                                                                 |                   |
| ГС-4 (КРТТЗ)                            |         | 1/1                                                             | 1970-ті — понині  |
| ГС-4 (ГВРЗ)                             |         | 1/1                                                             | 1970-ті — понині  |
|                                         | Всього: | 2/2                                                             |                   |
| Рухомий склад, виведений з експлуатації |         |                                                                 |                   |
| Ф                                       |         | 2                                                               | 1949—1970-ті      |
| К (2M)                                  |         | 9                                                               | 1951—1978         |
| M                                       |         | 8                                                               | 1957—1976         |
| Х+М                                     |         | 19                                                              | 1949—1974         |
| Пульман                                 |         | 8                                                               | 1957—1976         |
| М1 (КТЦ)                                |         | 1                                                               | 1961—1970-ті      |
| КТВ-57                                  |         | 13                                                              | 1977—1986         |

## Експлуатуюче підприємство
Комунальне підприємство «Конотопське трамвайне управління» (КП «КТУ»), адреса: 41600, Сумська область, м. Конотоп, вулиця Успенсько-Троїцька, 120.
51°14′29″ пн. ш. 33°11′05″ сх. д. / 51.241380° пн. ш. 33.184637° сх. д.

## Галерея

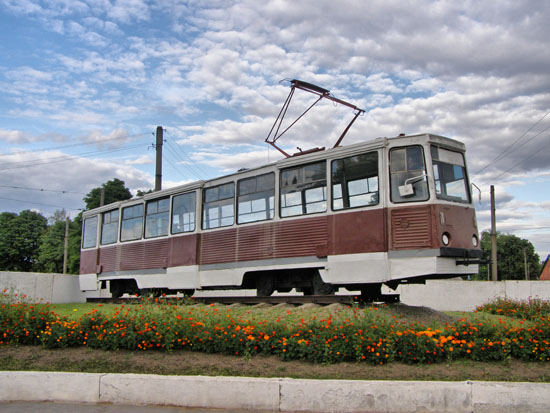
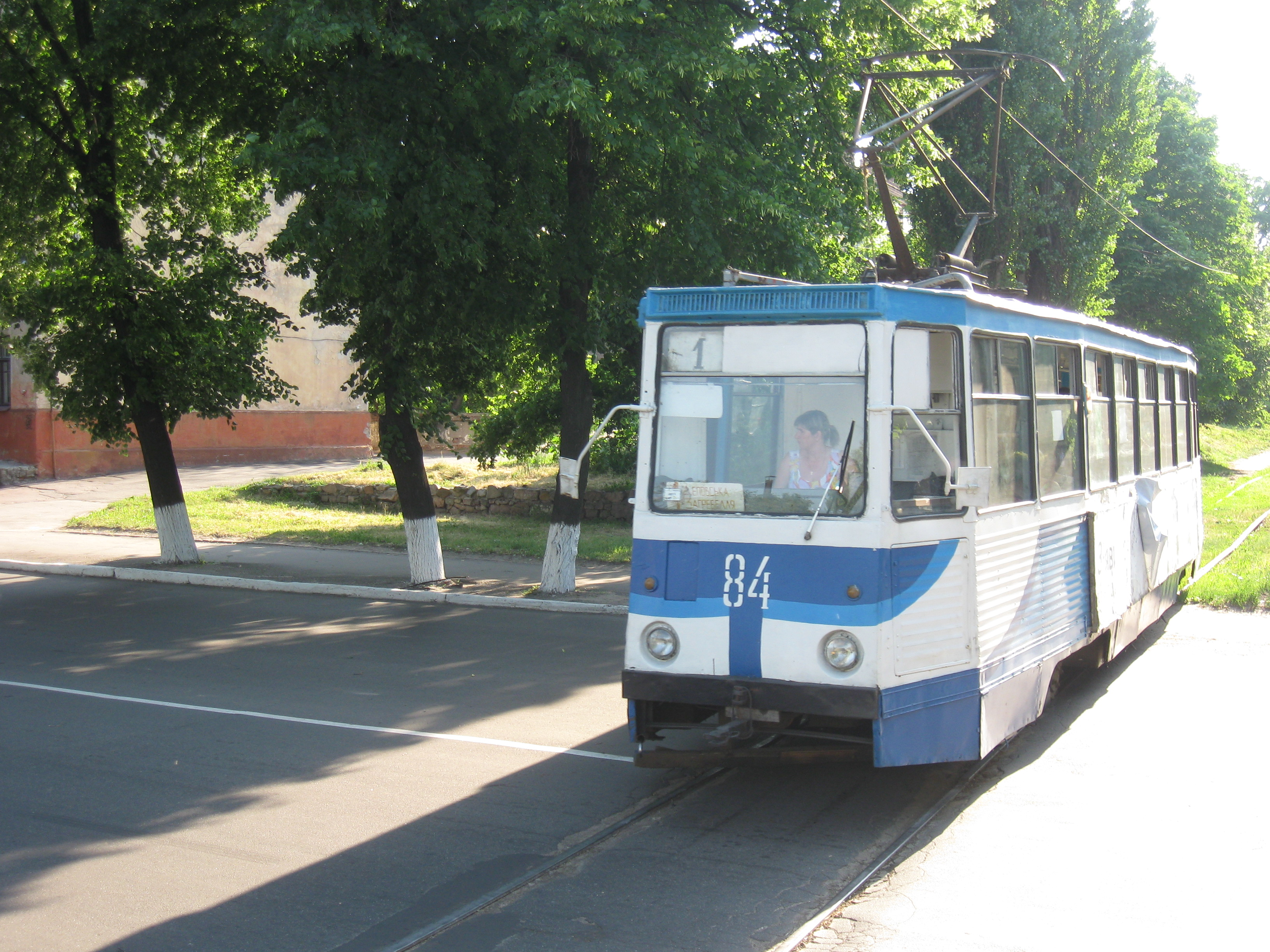
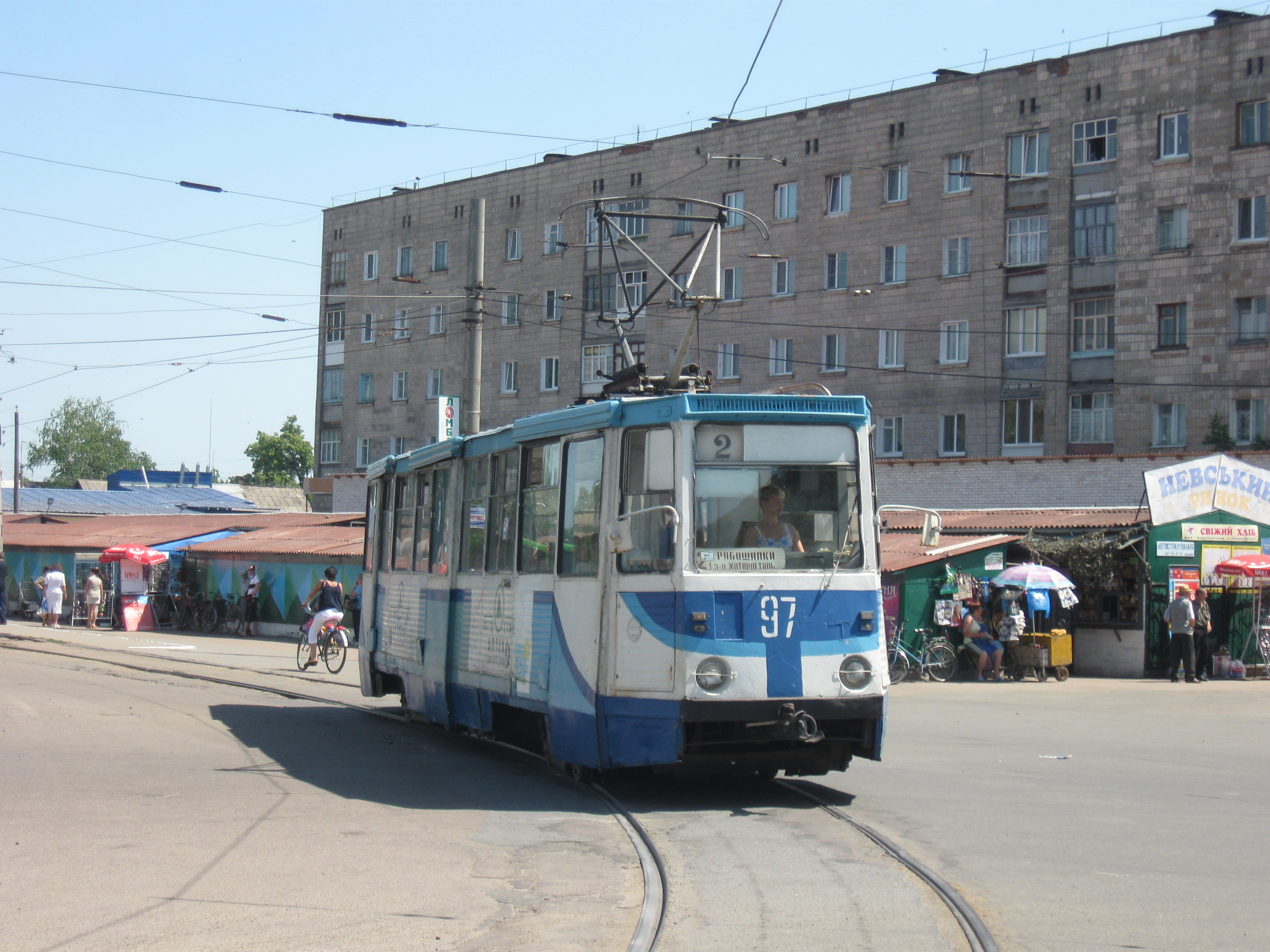
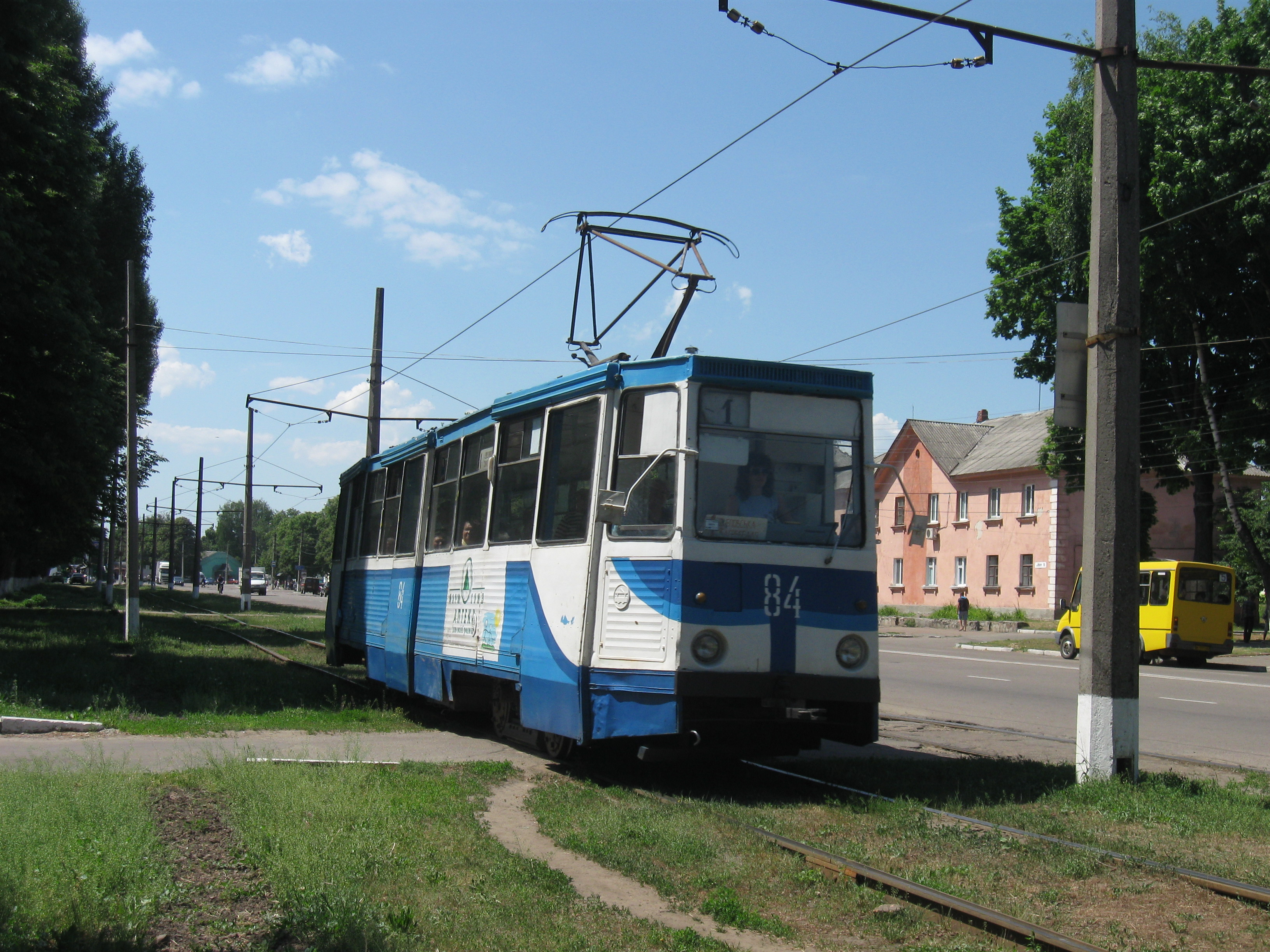
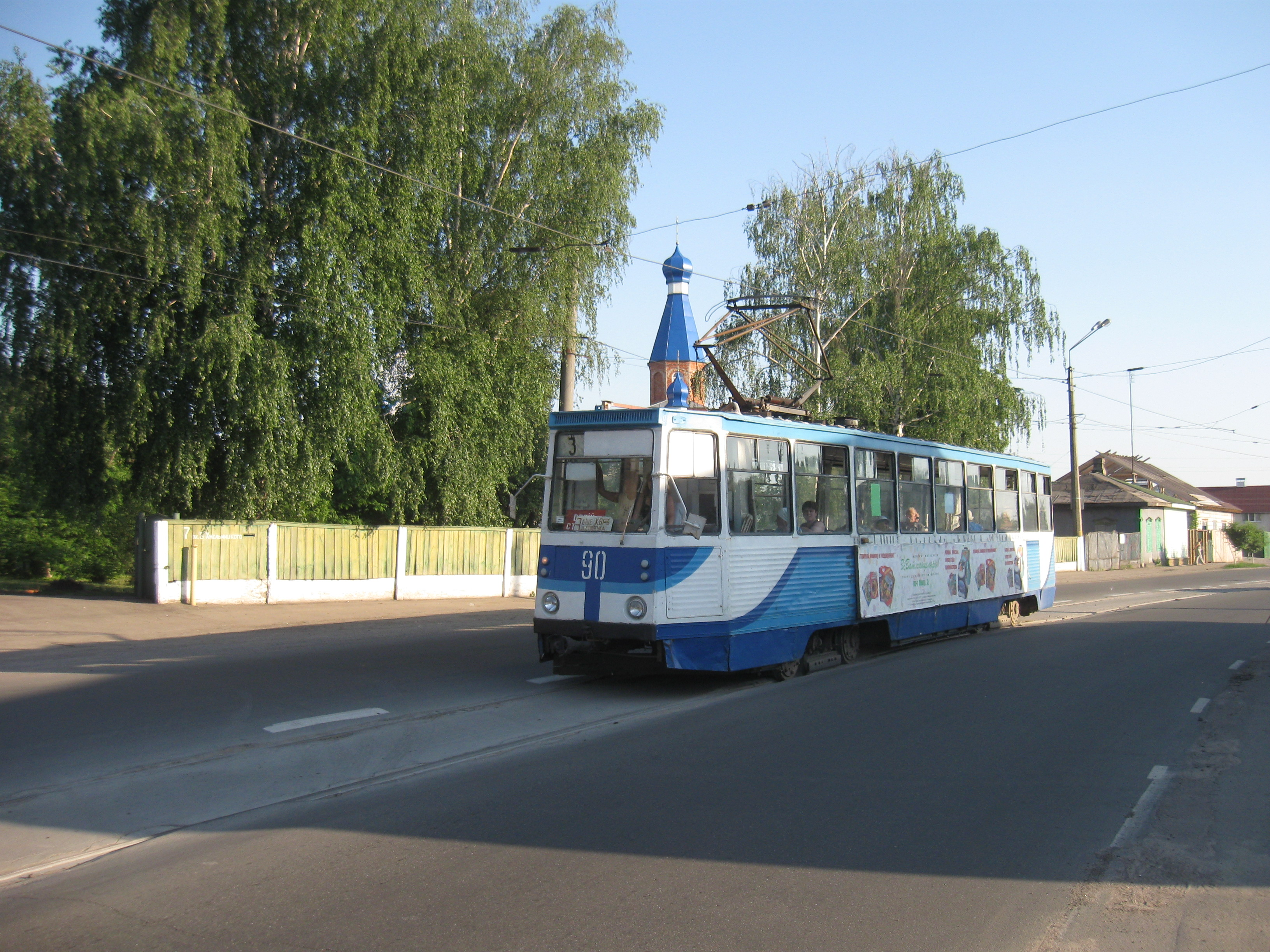
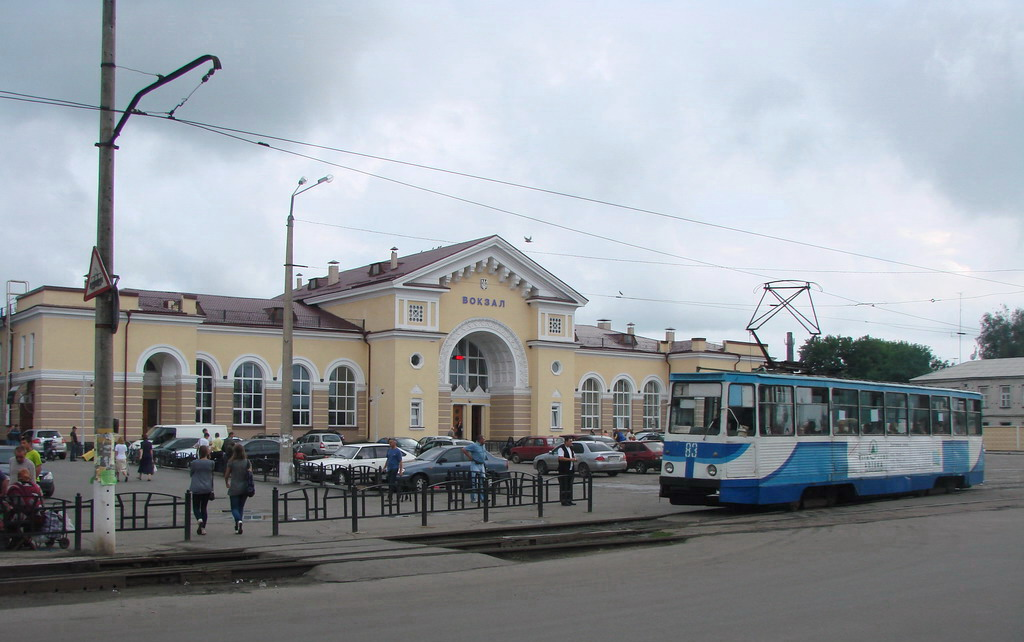
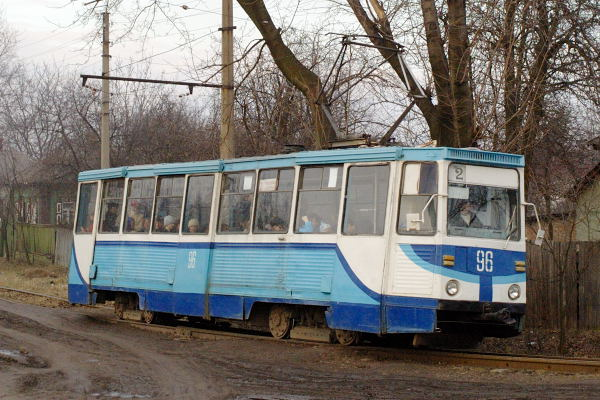
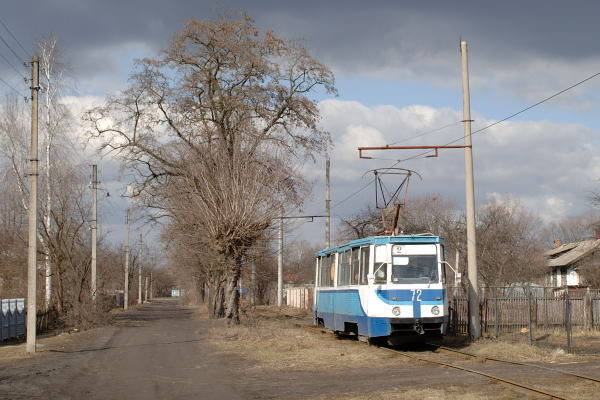
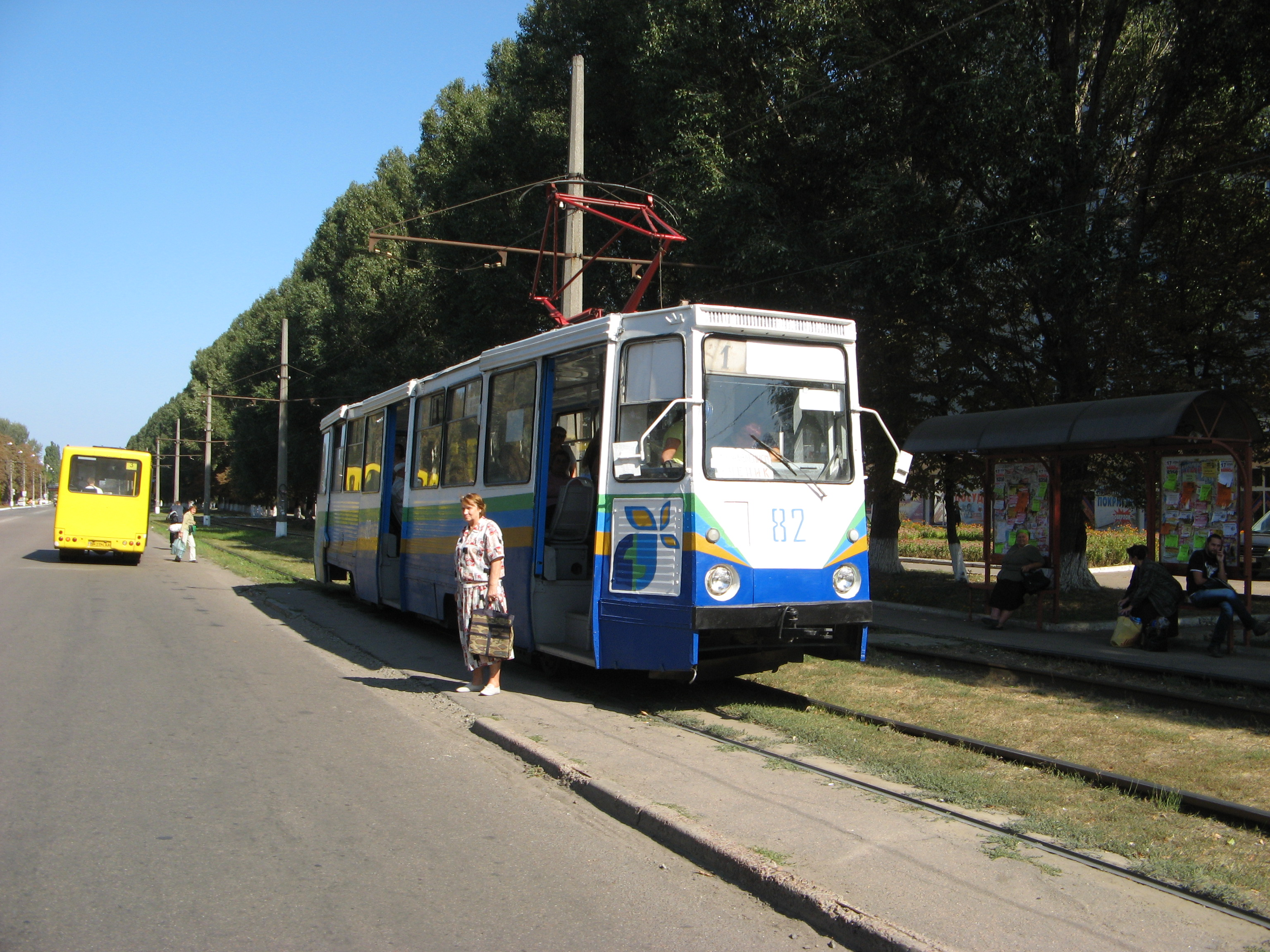
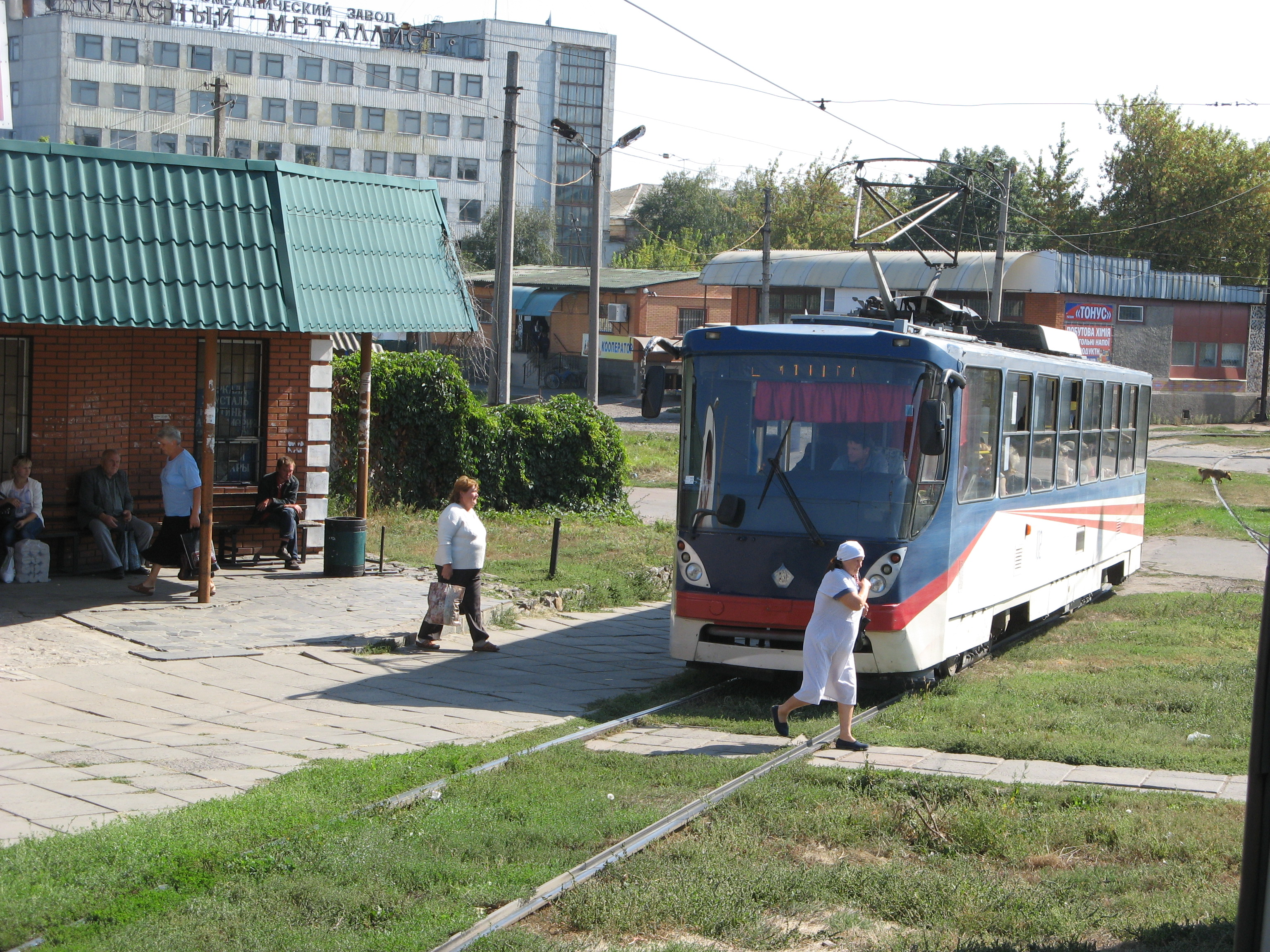
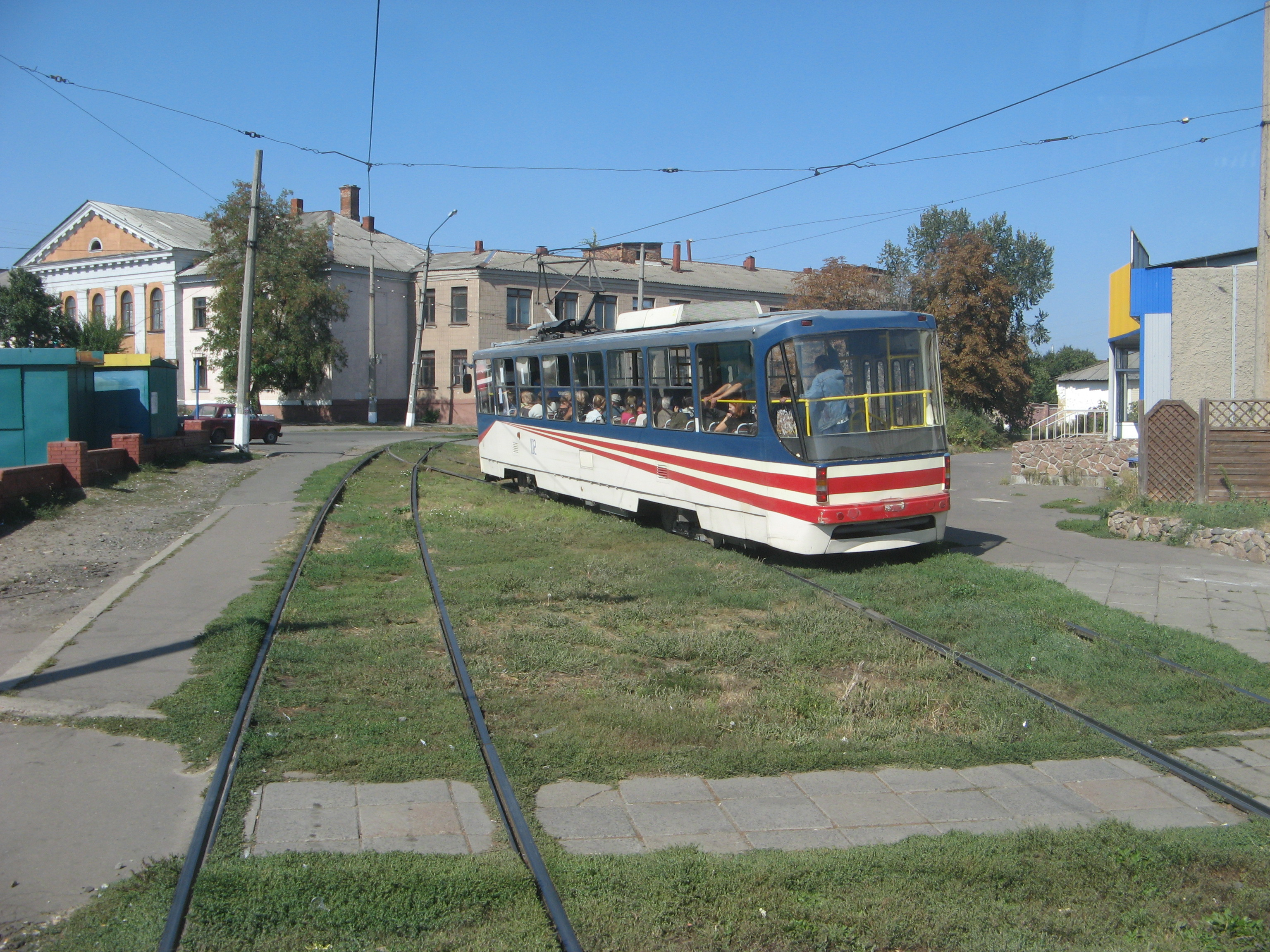
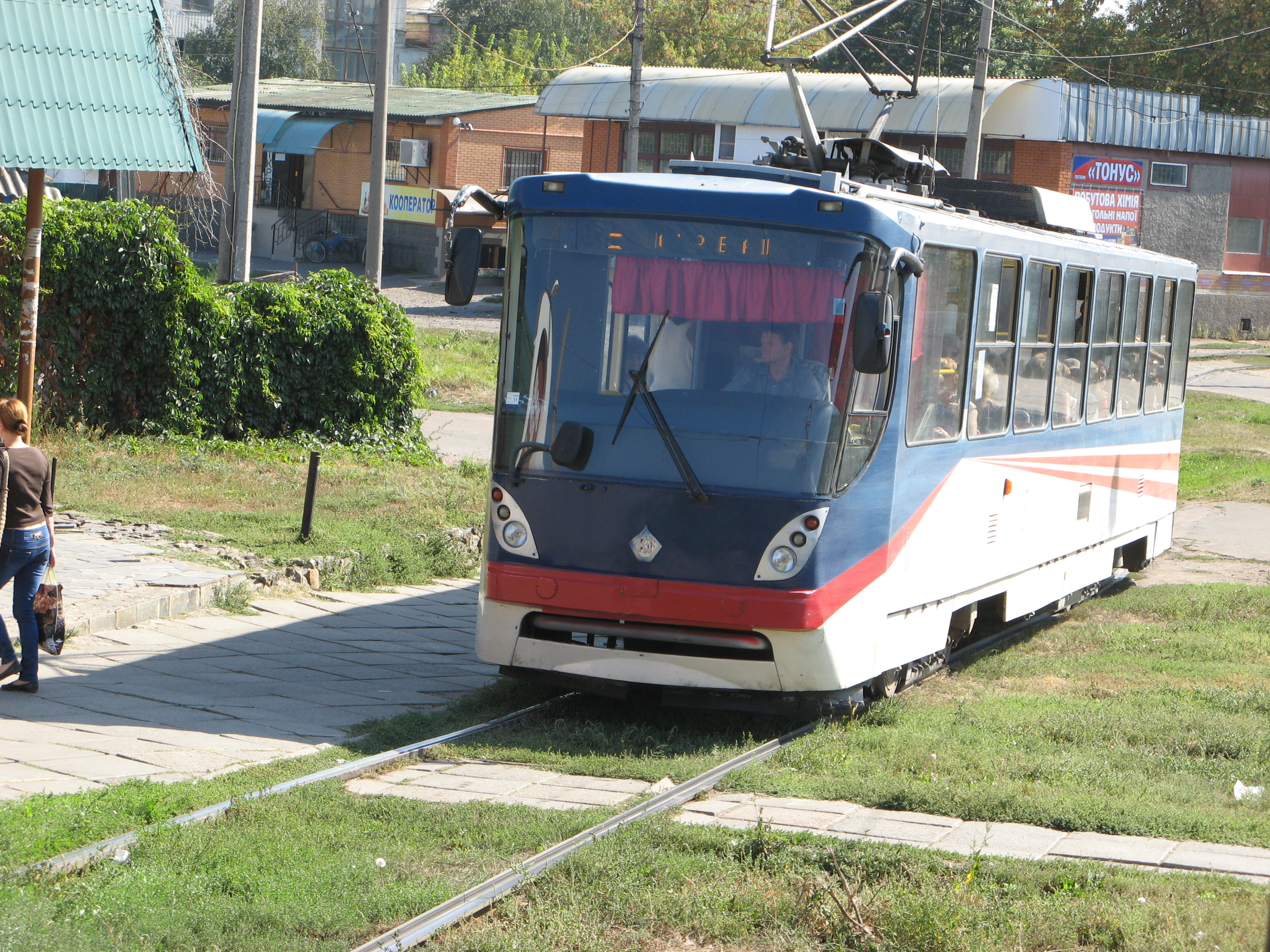
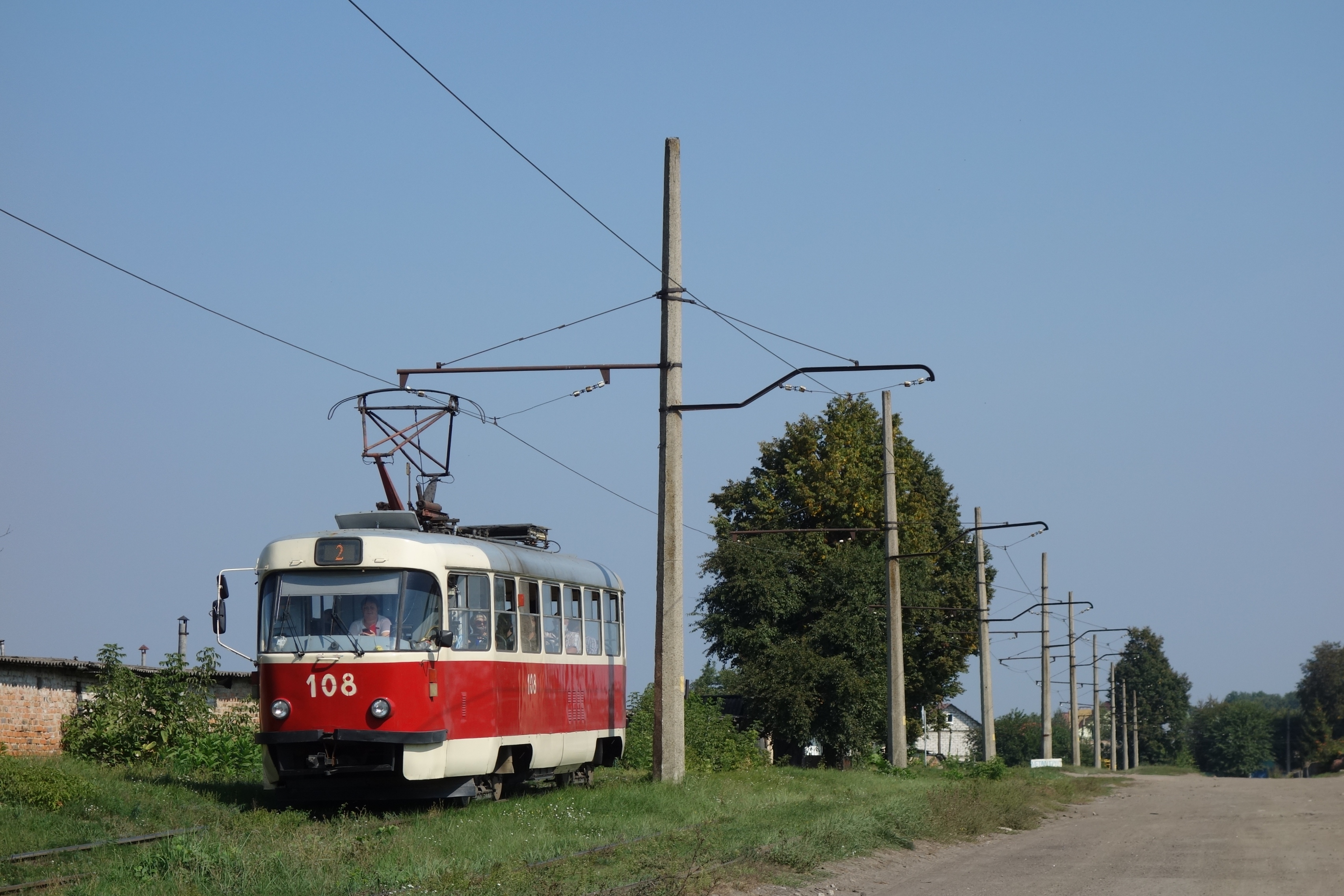
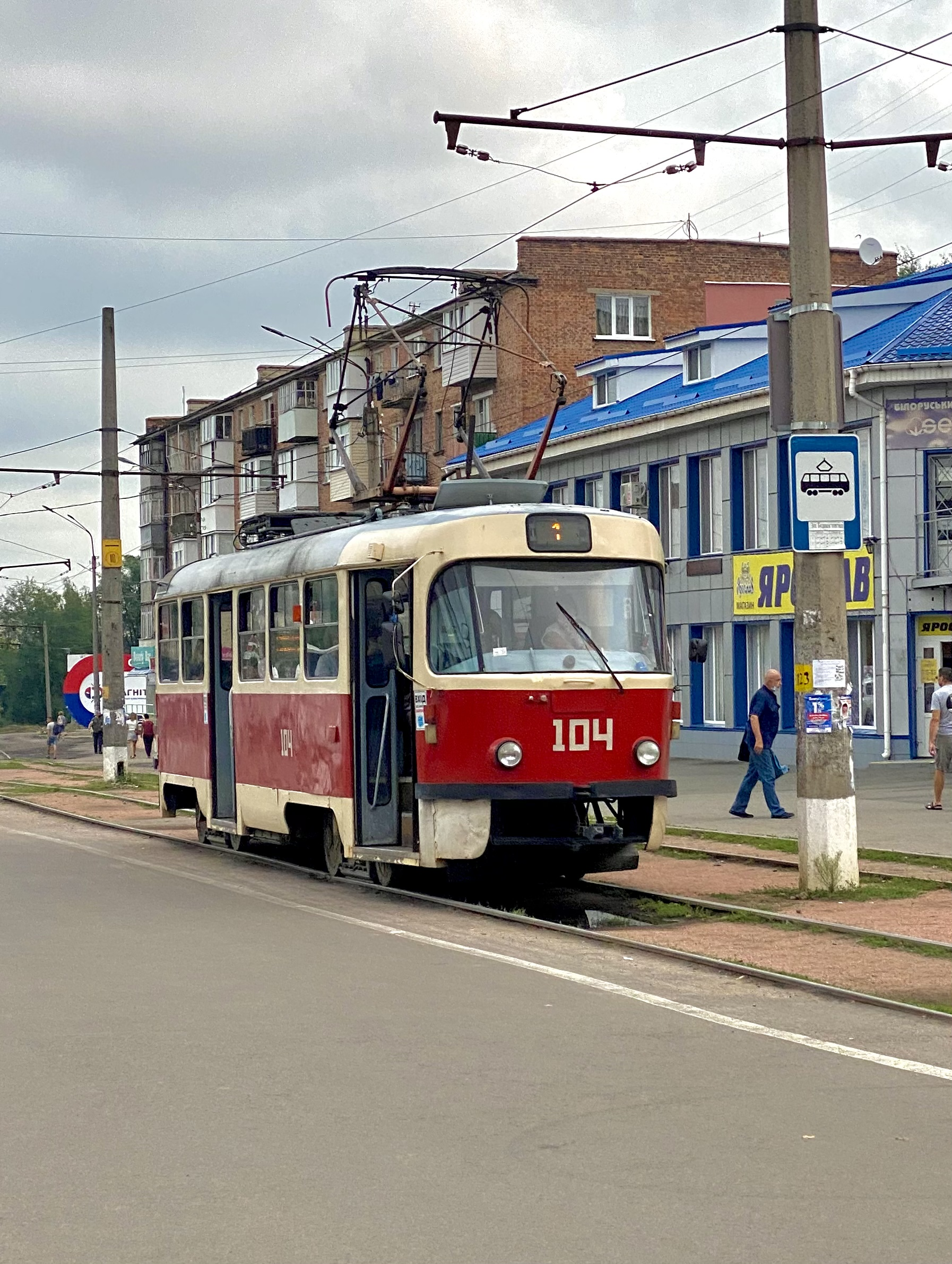
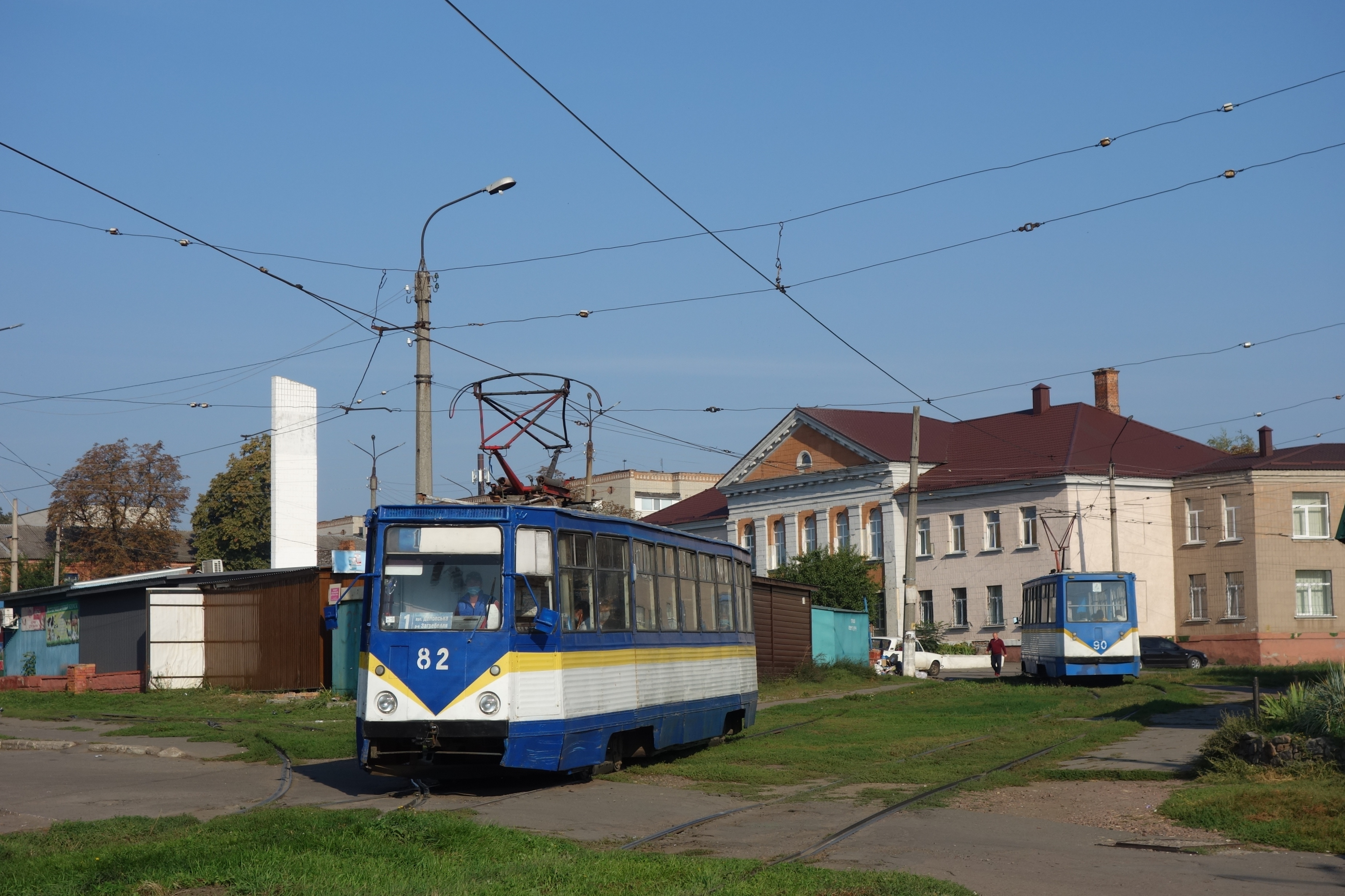
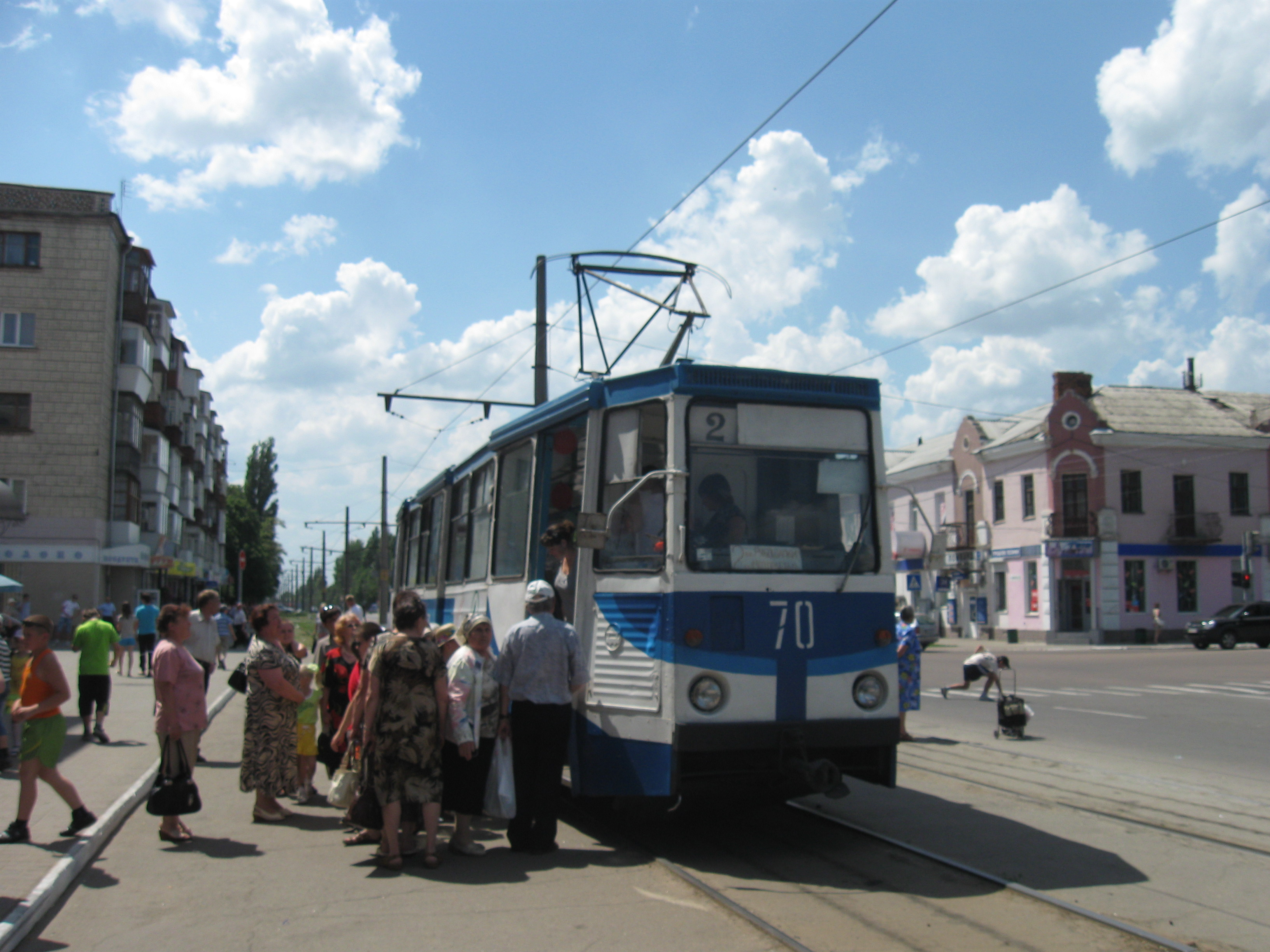
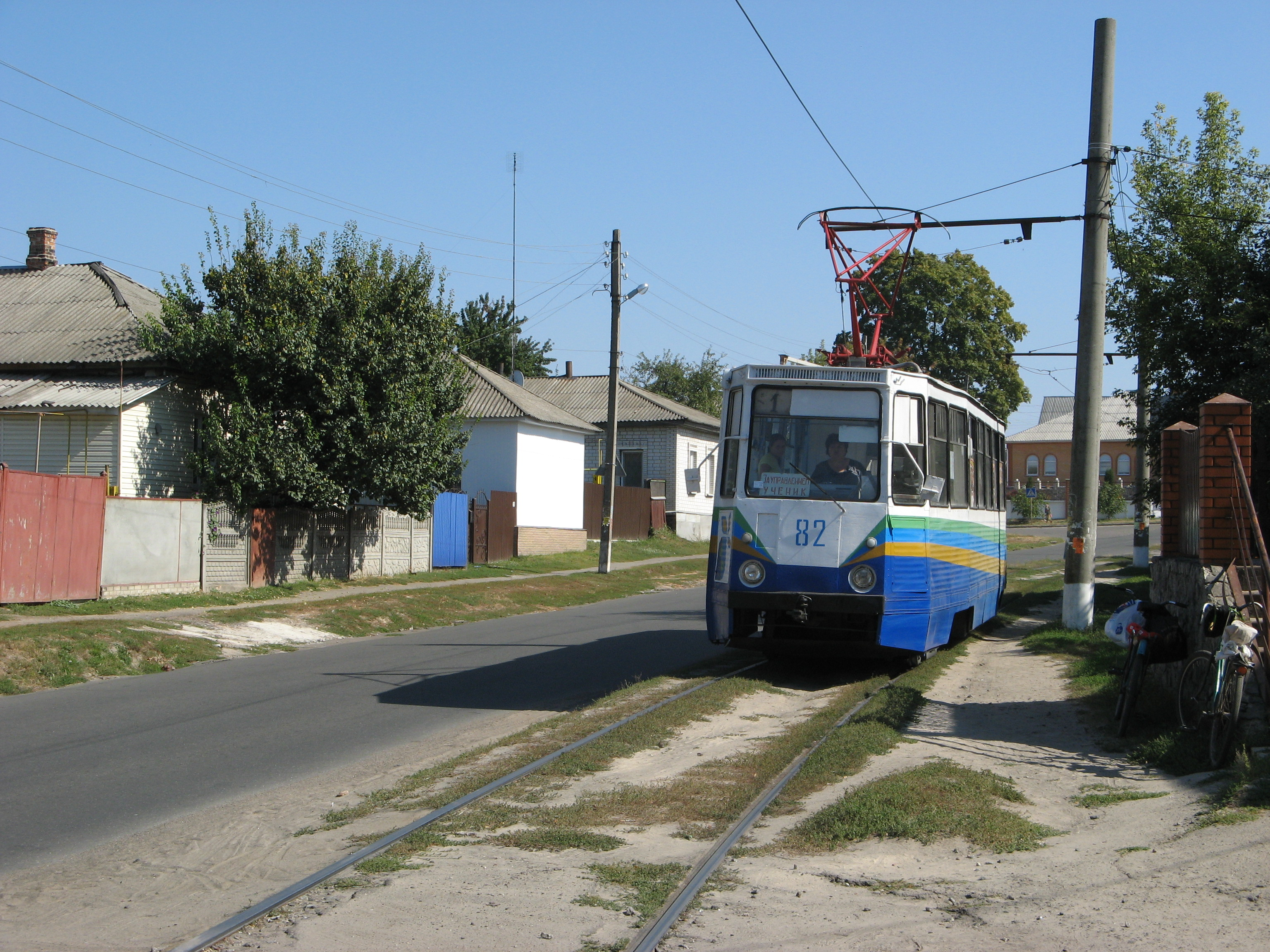
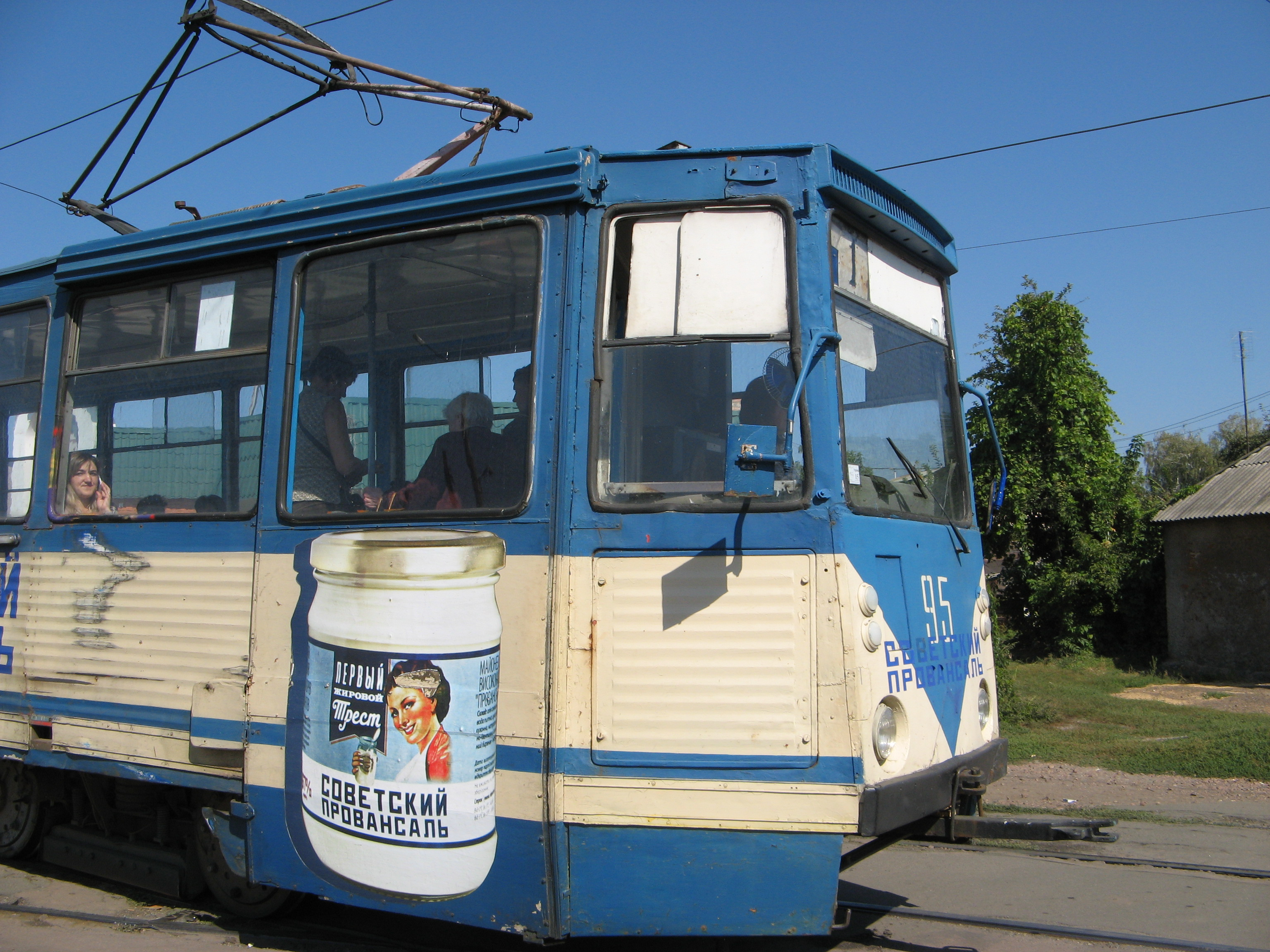
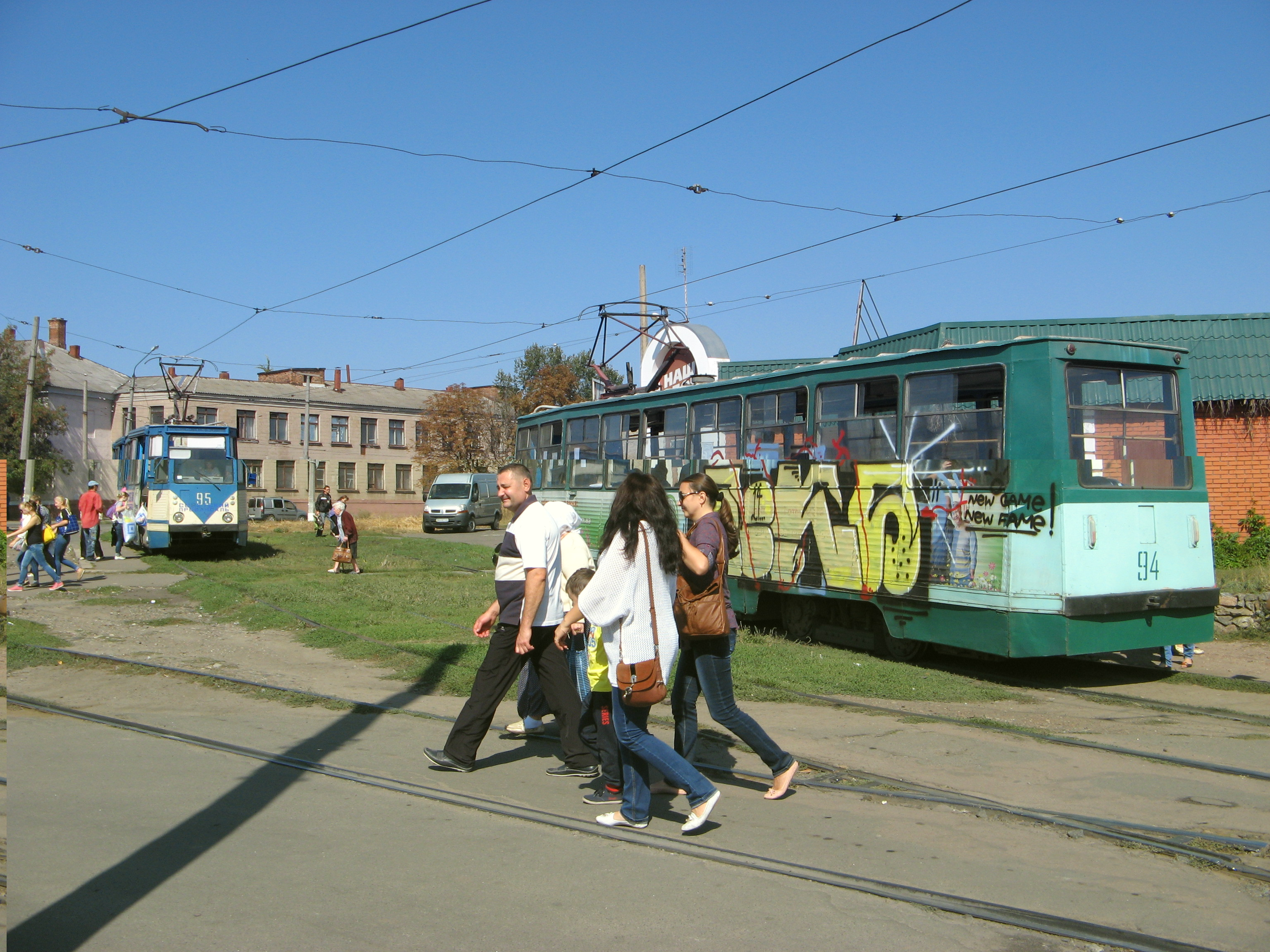
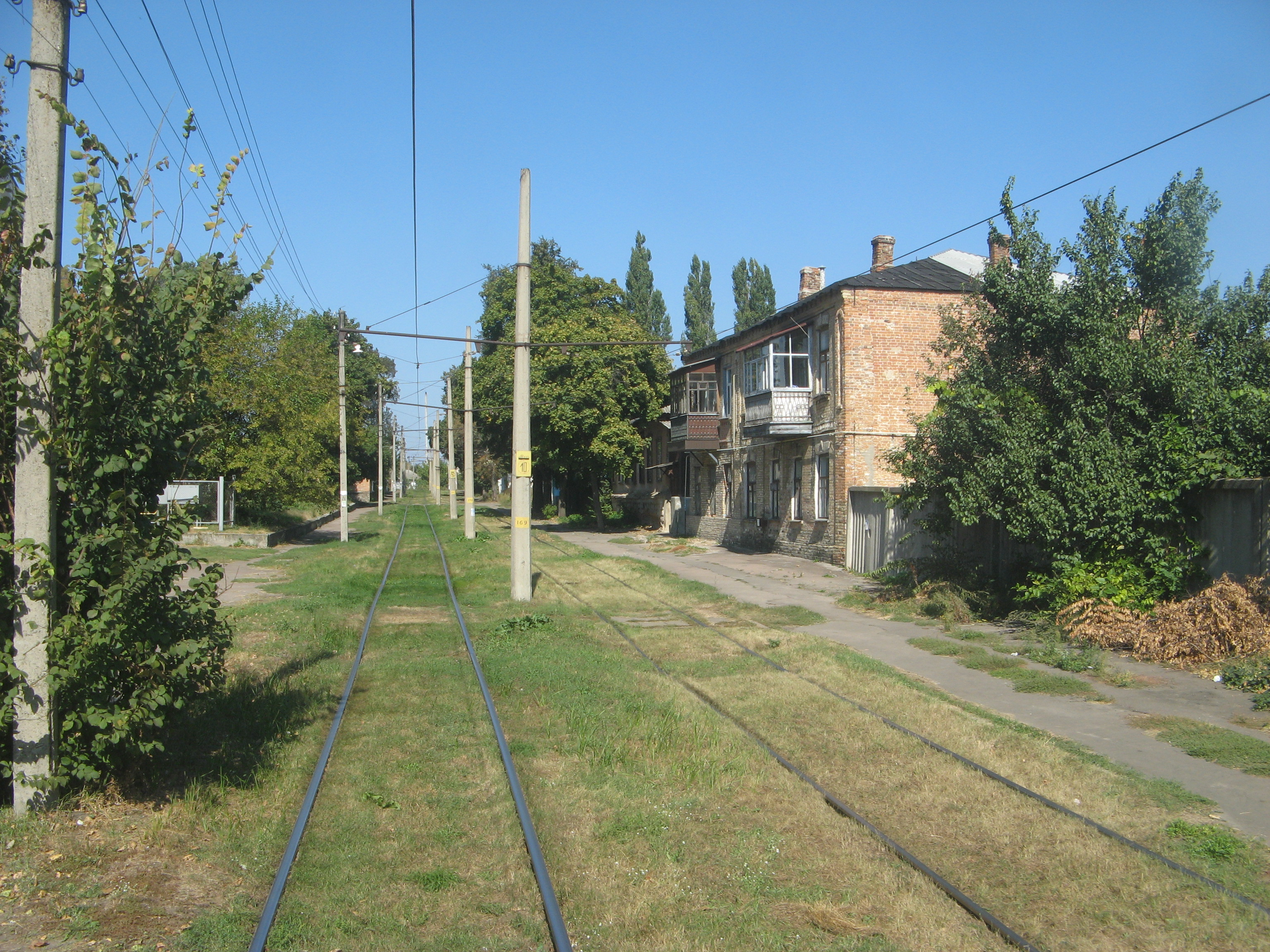
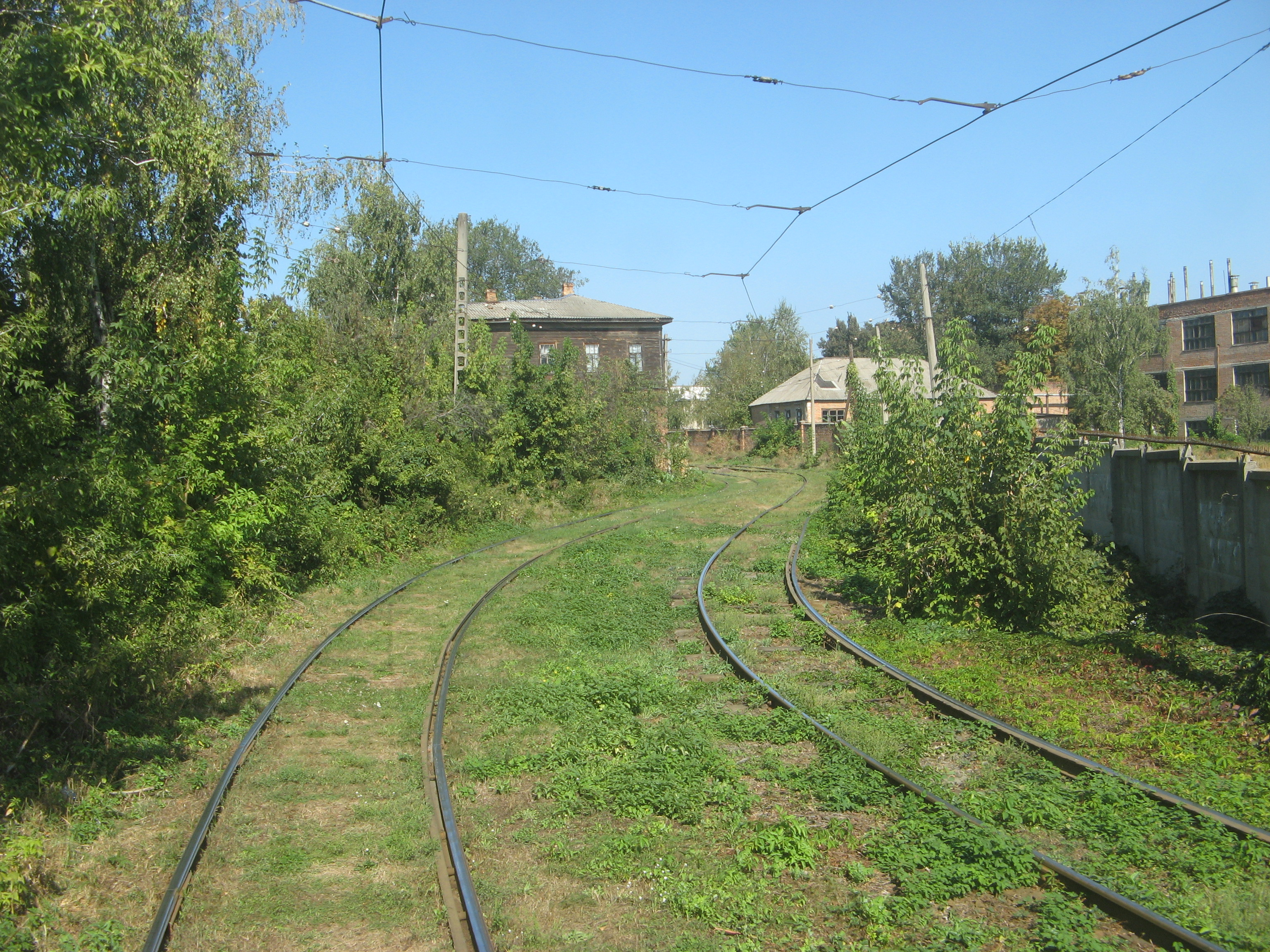
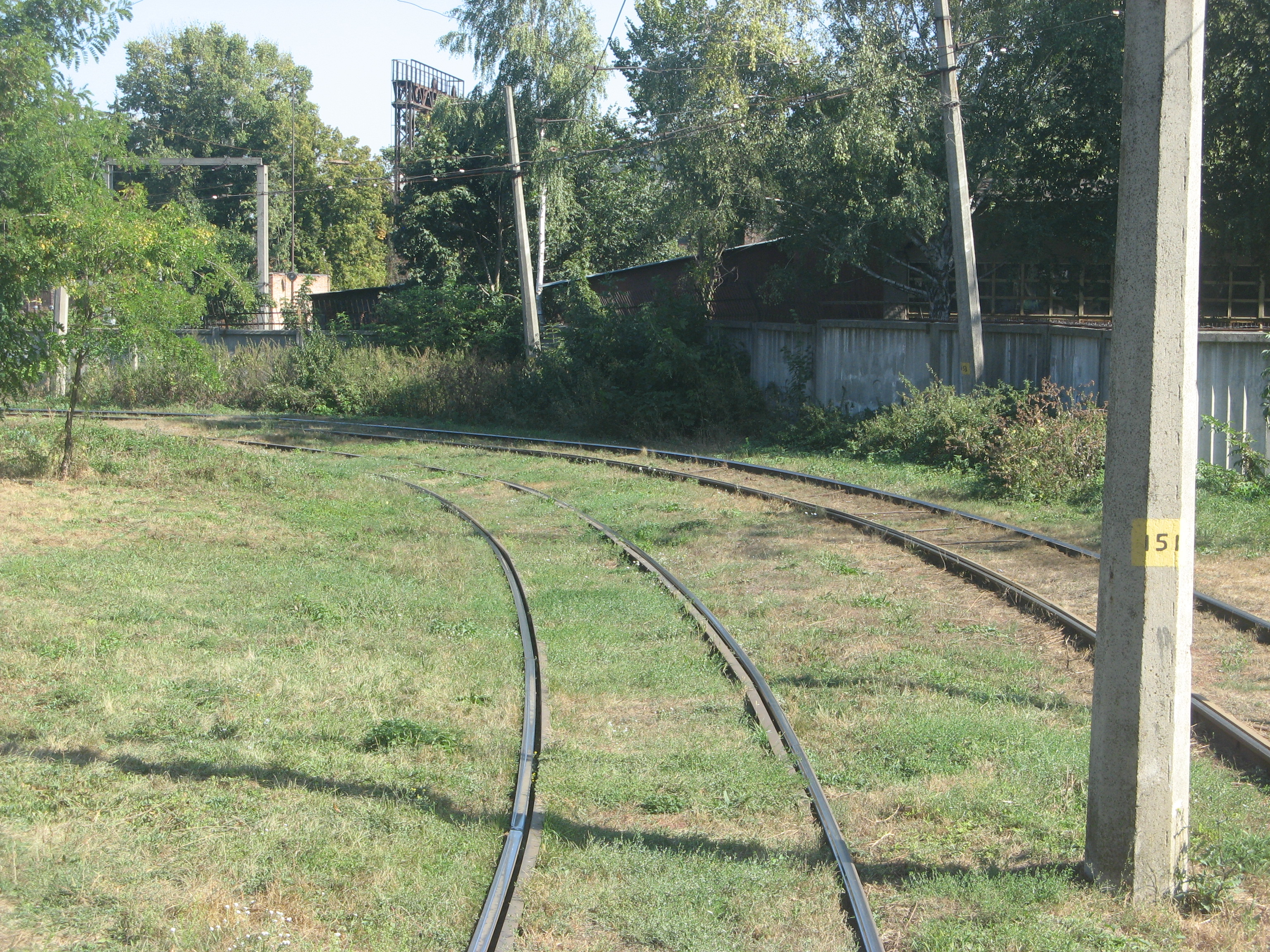
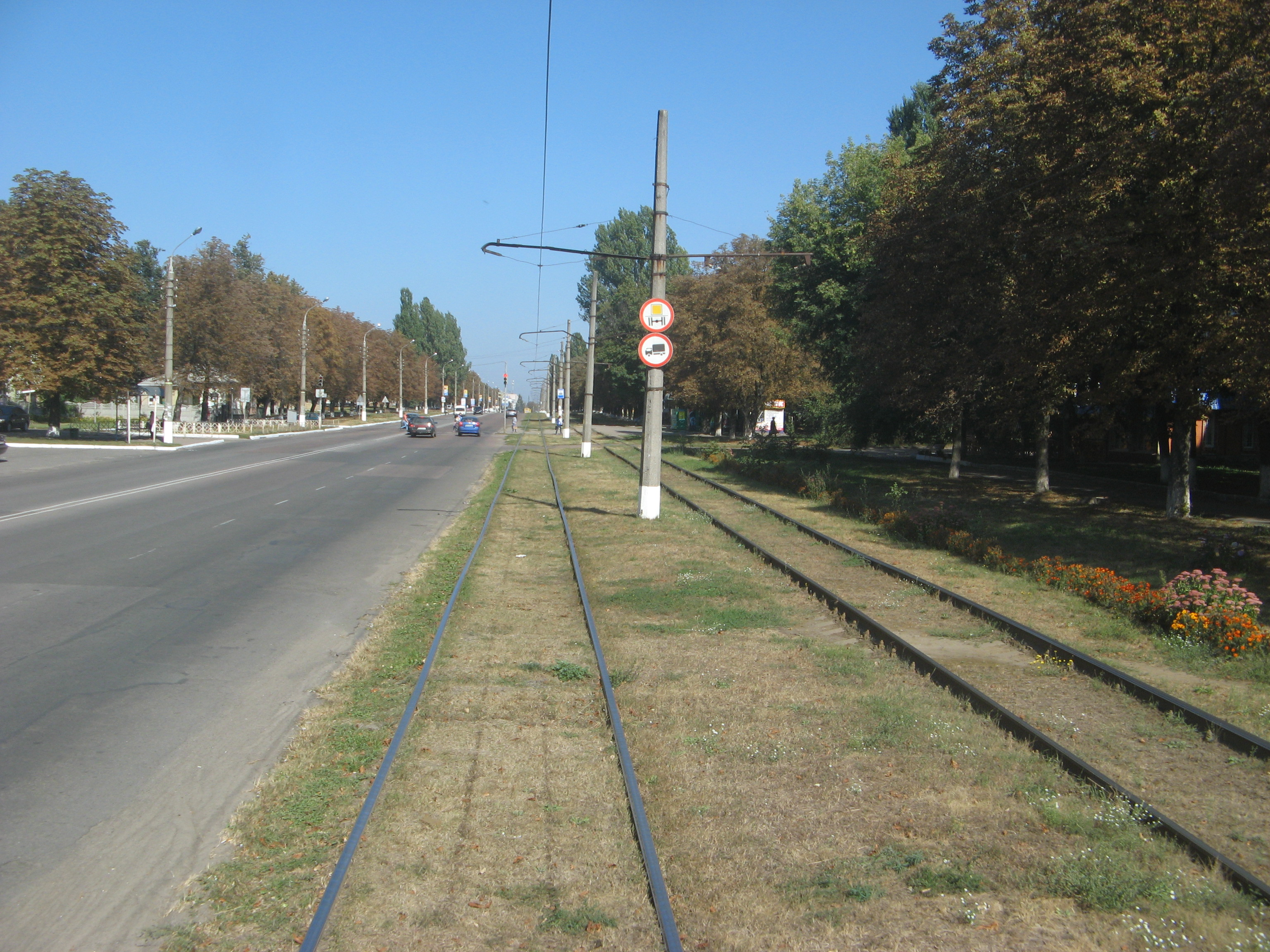
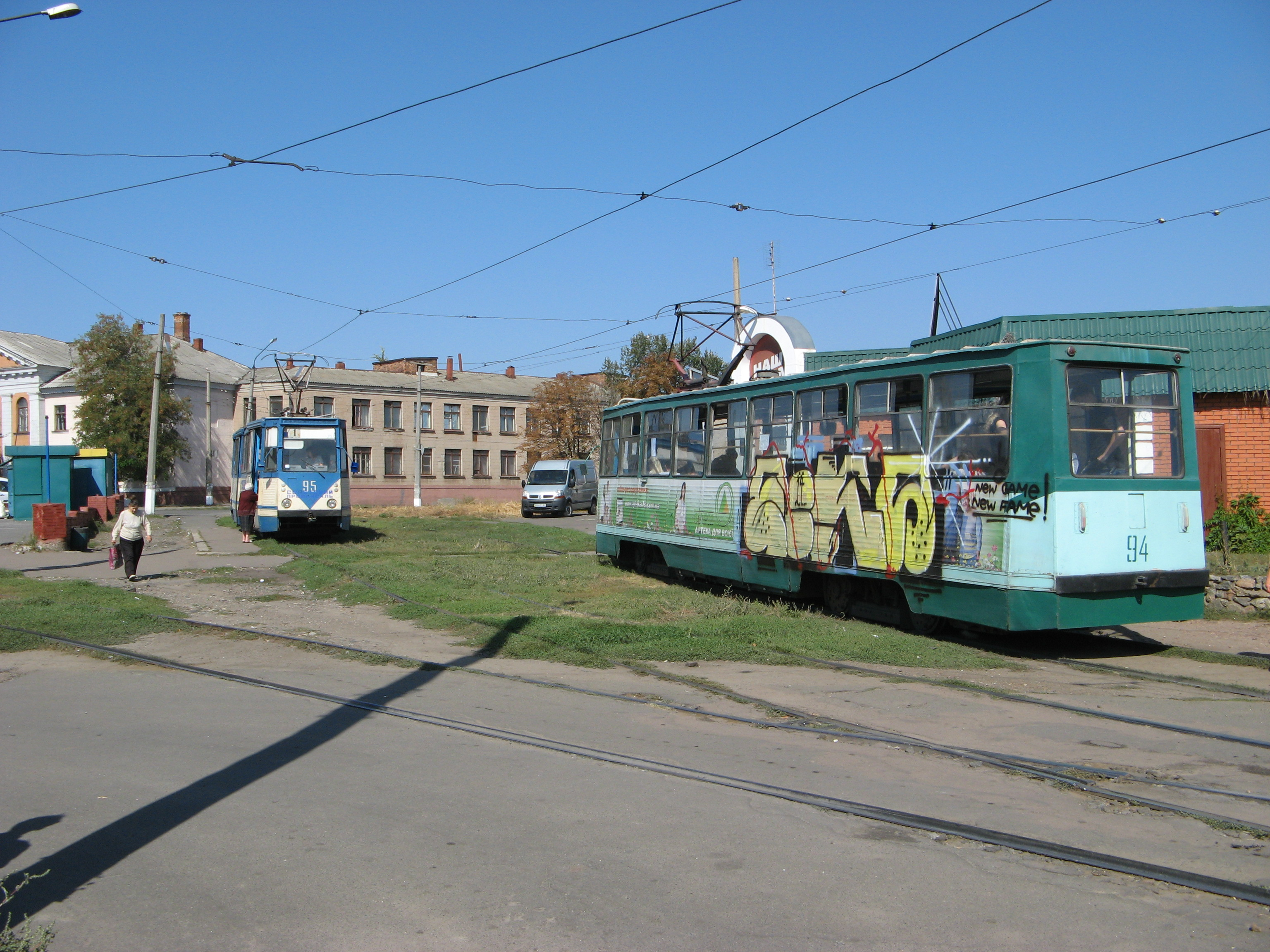
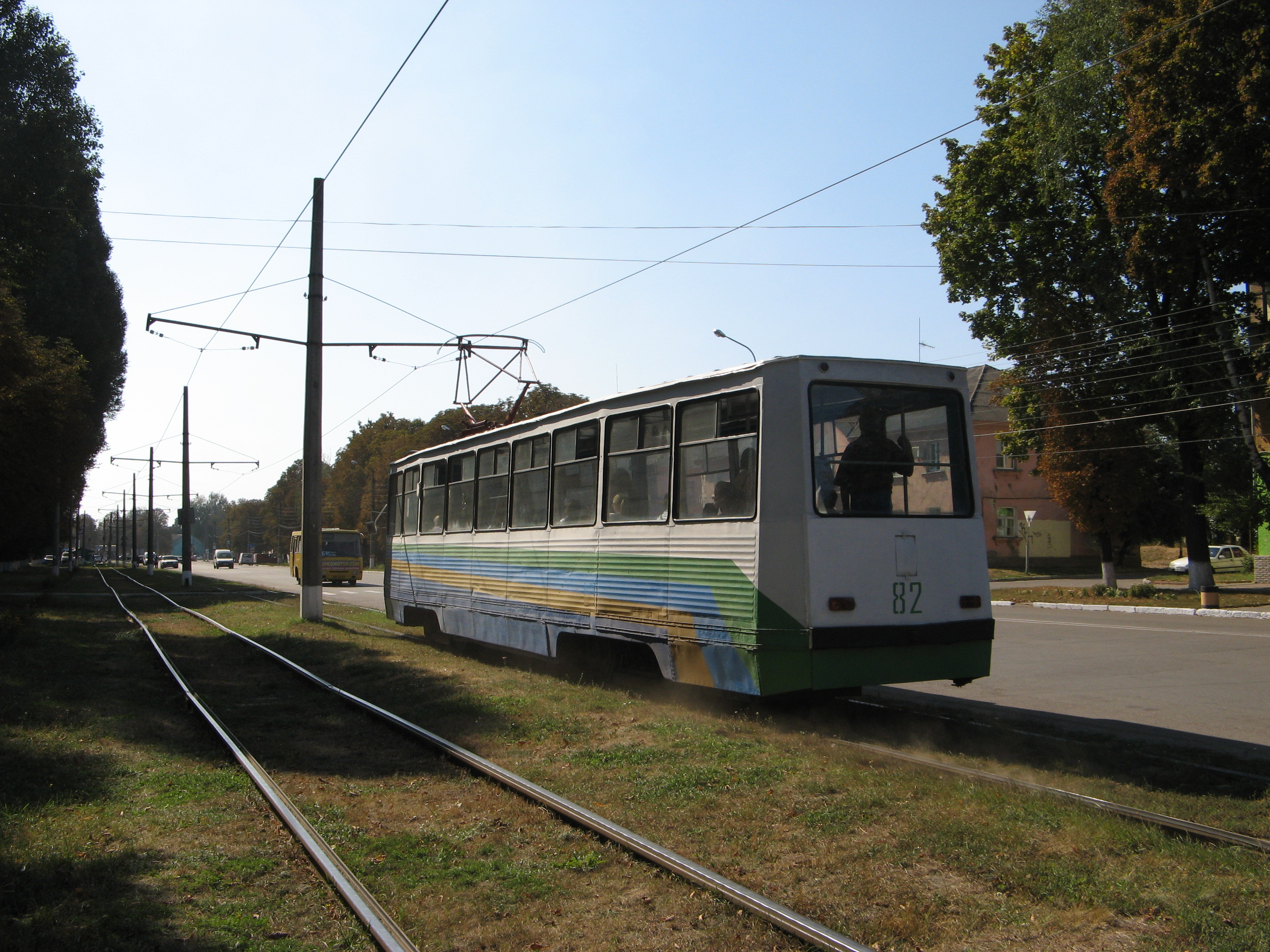
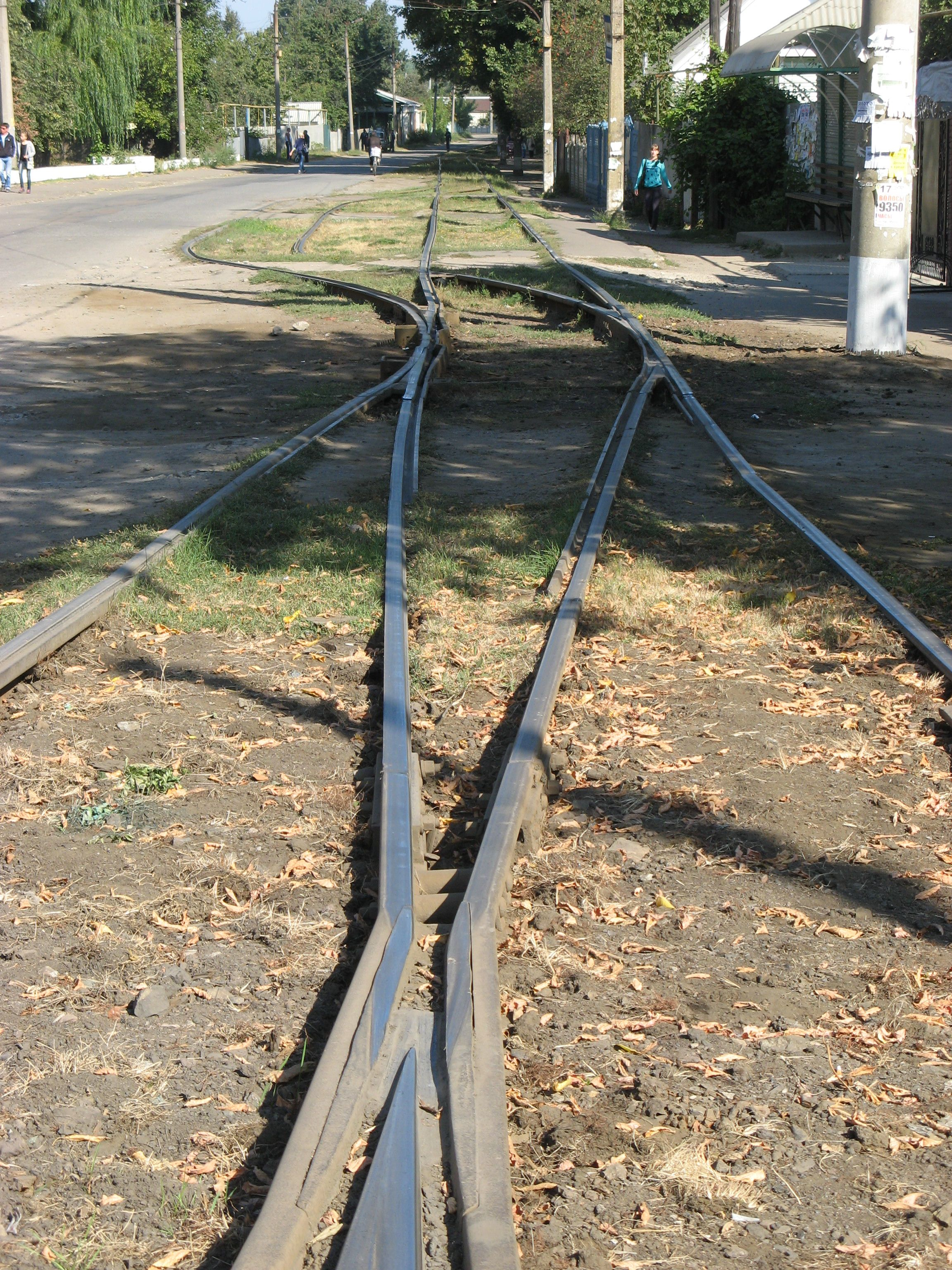
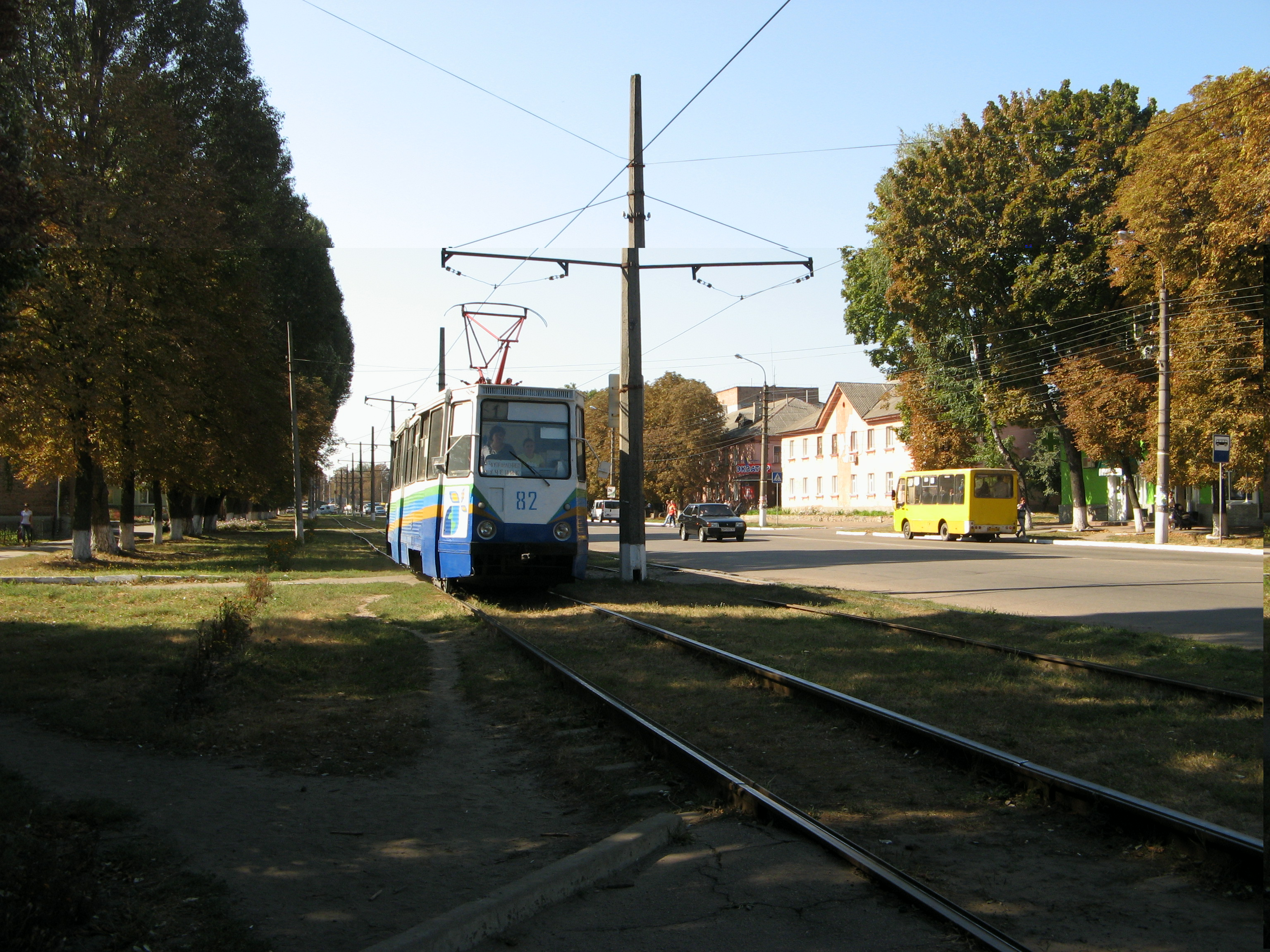
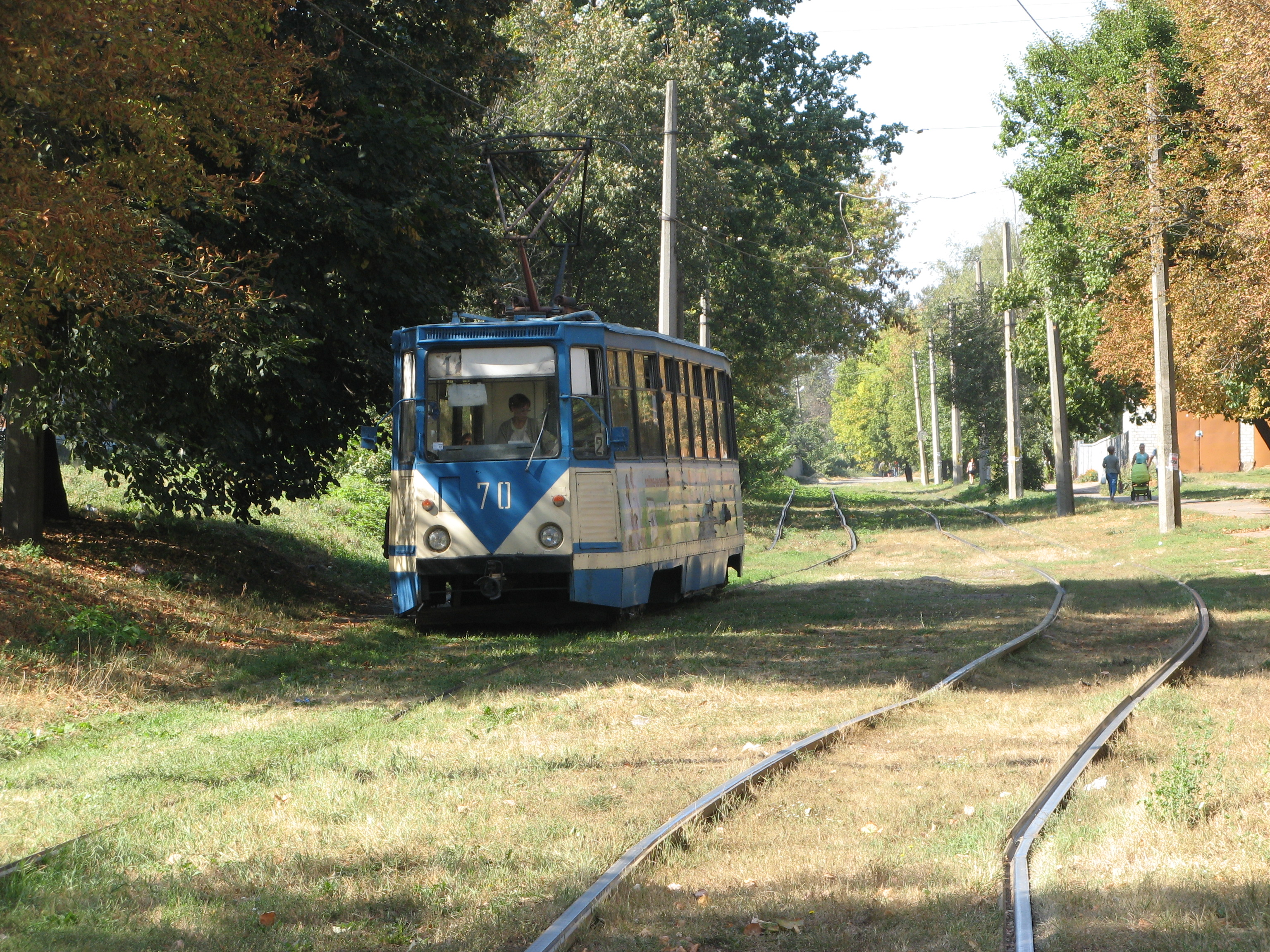
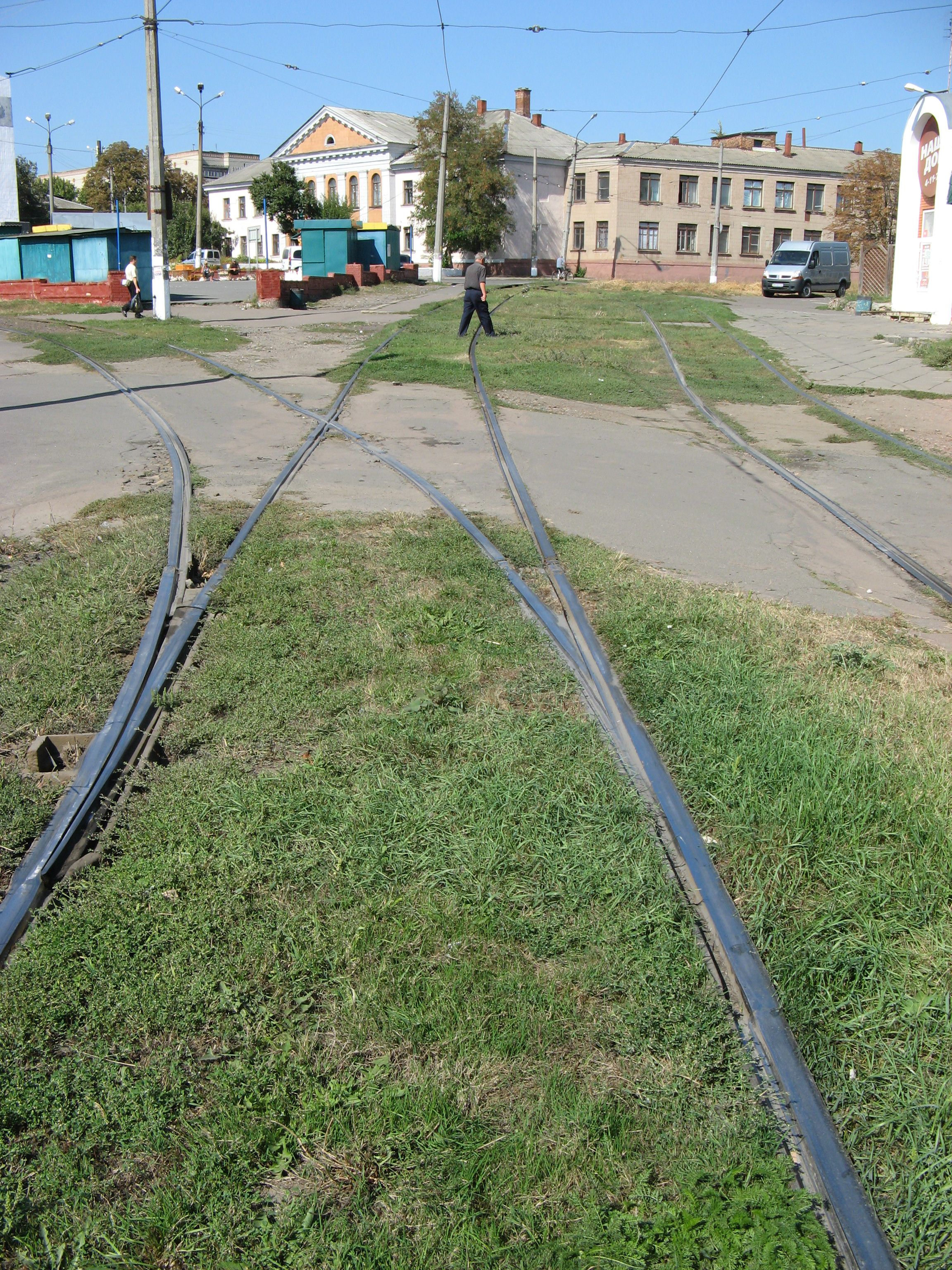
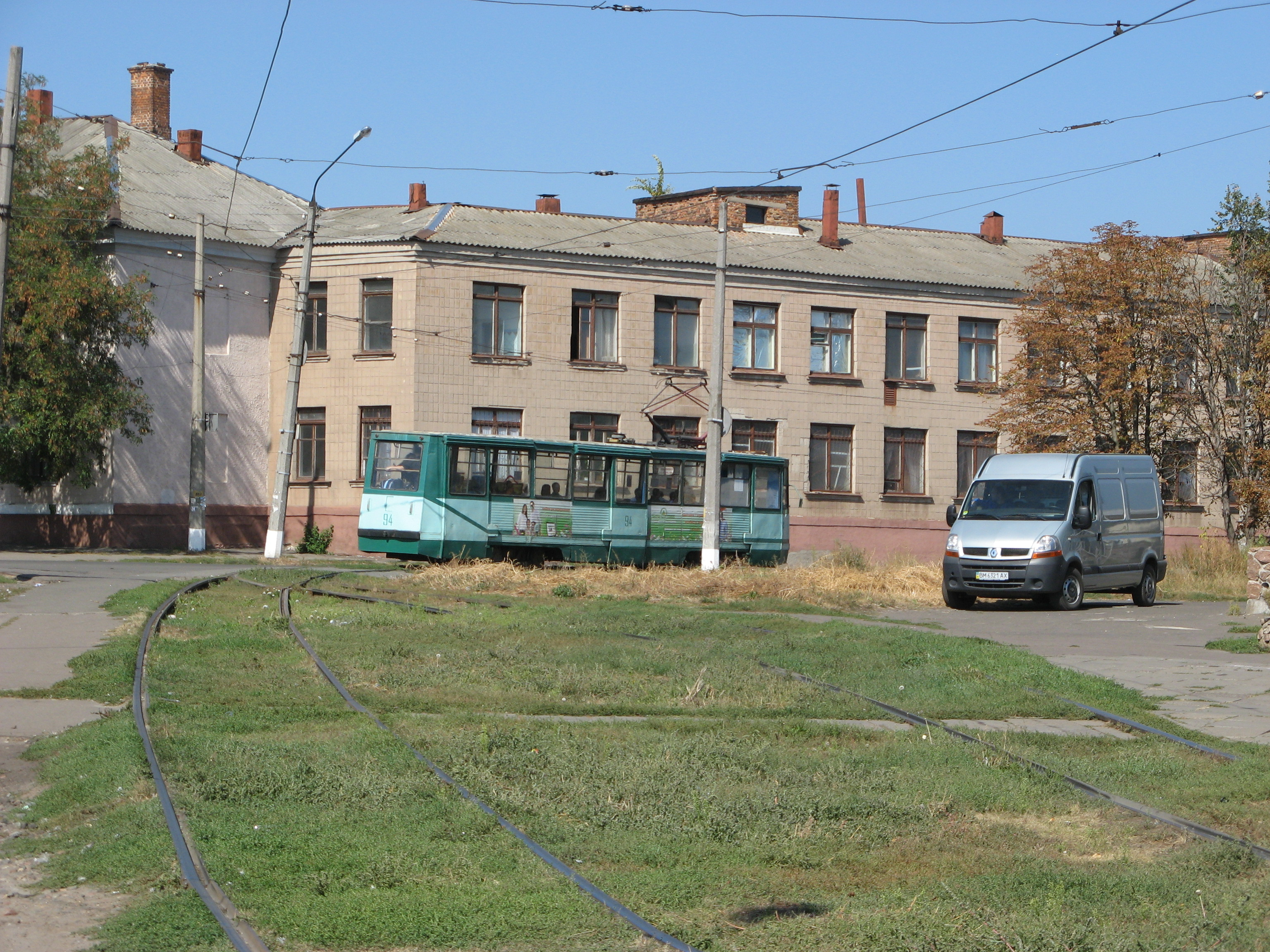
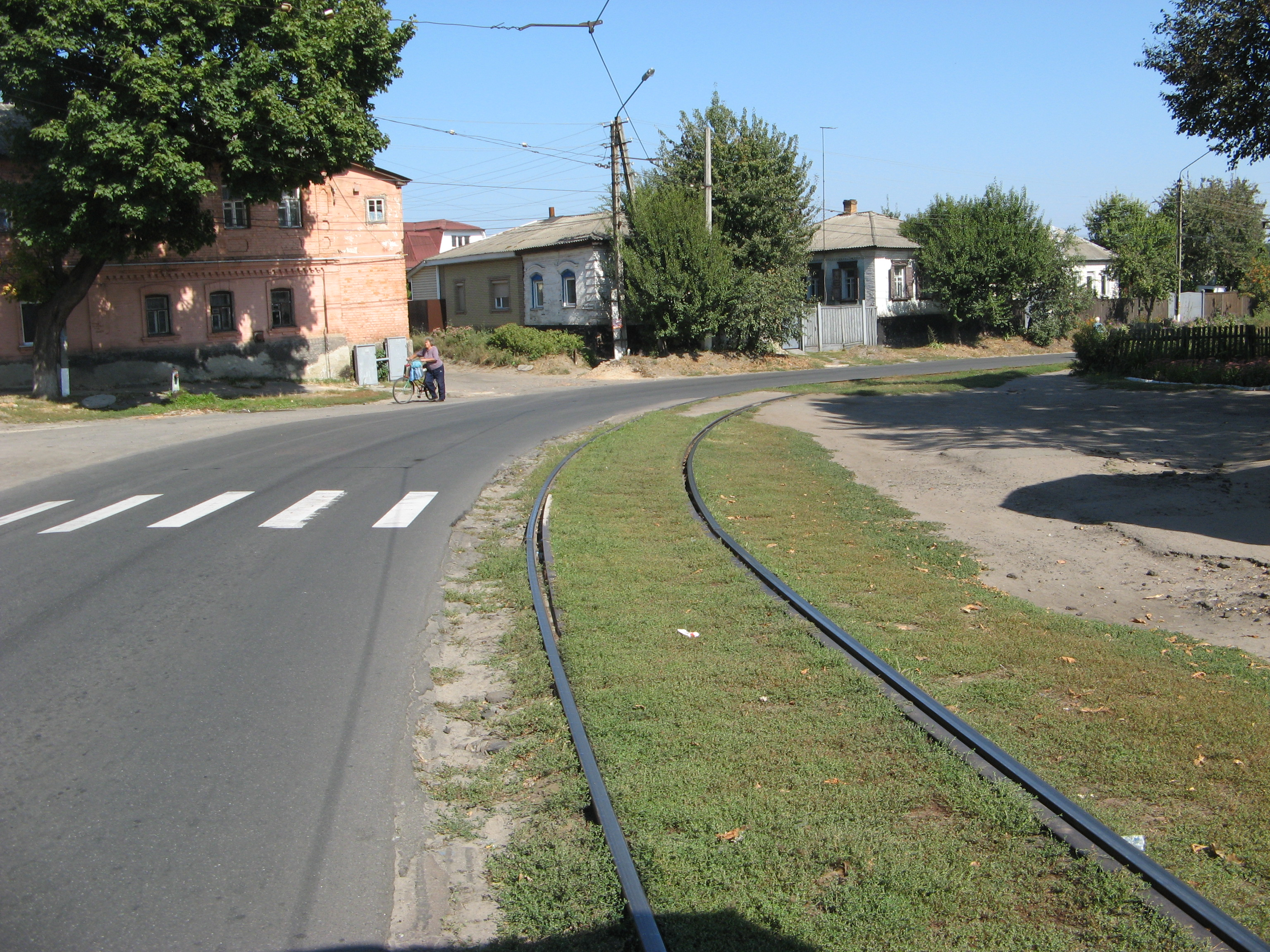
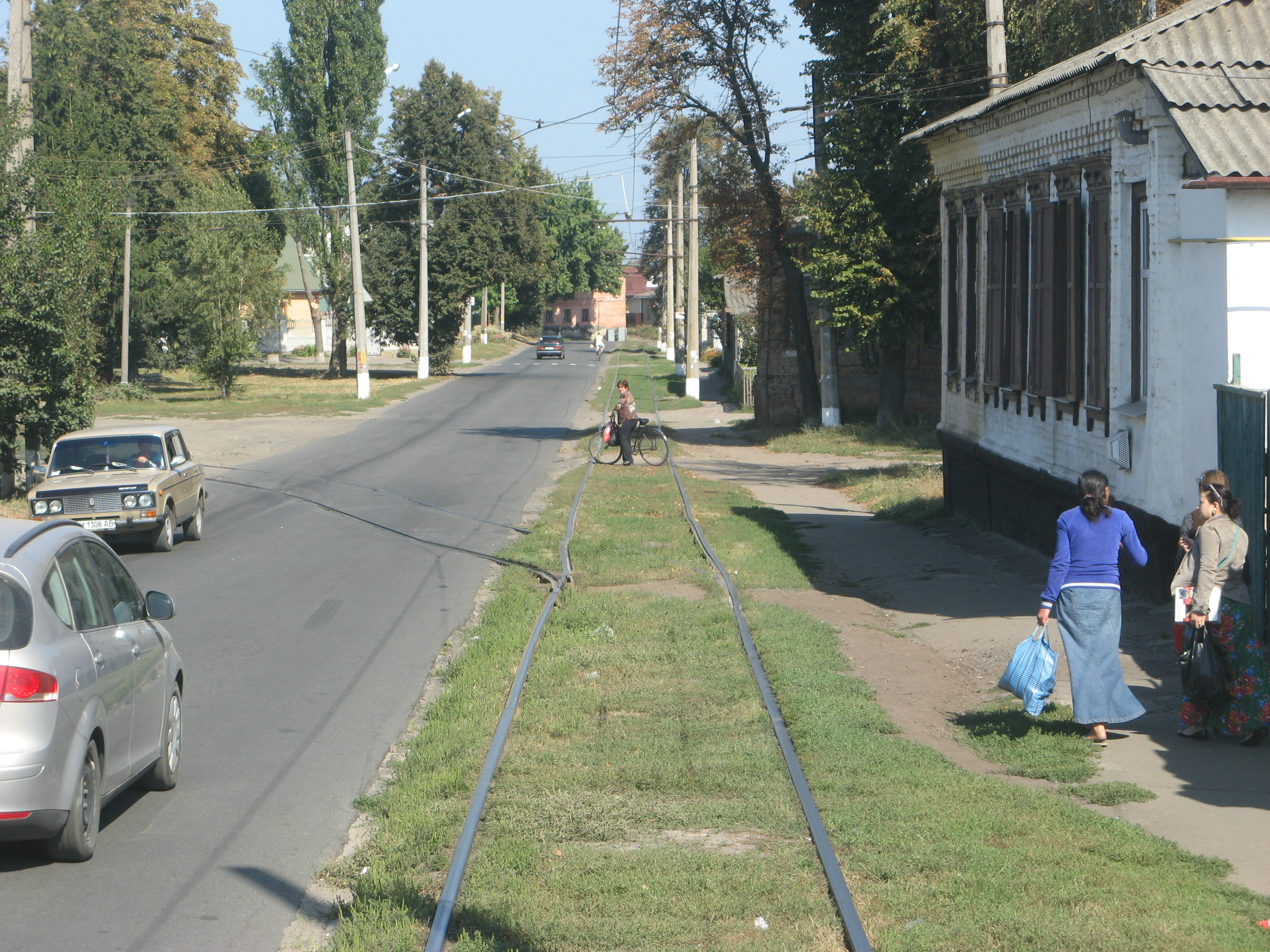